# Liga Nacional de Básquet 2016-17
La temporada 2016-17 de la Liga Nacional de Básquet de la Argentina fue la trigésima tercera edición de la máxima competencia argentina en dicho deporte. Se inició el 22 de septiembre con el partido inaugural entre el vigente campeón, San Lorenzo de Buenos Aires, que visitó al reciente ascendido Hispano Americano de Río Gallegos.
Respecto de la temporada pasada, el descendido Sionista fue reemplazado por el campeón del pasado TNA Hispano Americano de Río Gallegos, convirtiéndose en el equipo más austral en la historia de La Liga. Por otro lado, Lanús y Echagüe de Paraná intercambiaron plazas, volviendo este último a la máxima categoría después de 22 años.
Esta temporada se destacó por la vuelta de Carlos Delfino al básquet de liga tras cuatro temporadas sin disputar partidos por su lesión y un breve paso por la selección Argentina en los juegos de Río 2016. El jugador de la generación dorada fichó para Boca Juniors. Además se rompió una marca de La Liga, cuando el 26 de marzo en Santiago del Estero y ante Quimsa, Leonardo Gutiérrez alcanzó los 1096 partidos jugados en la categoría, mismo número que ostenta Diego Osella, y que hasta la fecha era el número máximo de partidos de un jugador en la competencia. Dos días más tarde se convirtió en el jugador con más presencias en la historia de La Liga. También destacó por ser la última temporada de Bruno Lábaque en La Liga, que jugando para Atenas se despidió el 12 de mayo, y la última temporada de Leo Gutiérrez, que jugó con Peñarol su último partido el 13 de mayo.
En esta temporada el descenso fue para Echagüe de Paraná, que perdió la serie por la permanencia ante Boca Juniors en el quinto y último juego.
El campeón de esta edición fue San Lorenzo de Buenos Aires que venció en la serie final 4 a 1 a Regatas Corrientes y logró su segundo título.

## Conflicto entre AdJ y AdC
Previo al inicio de la competencia sucedió un conflicto entre los jugadores, representados por la Asociación de Jugadores (AdJ) y los clubes, representados por la Asociación de Clubes (AdC). El conflicto comenzó cuando la AdC, en busca de bajar la demanda salarial de los jugadores, liberó los cupos de jugadores de los clubes, permitiendo que estos últimos pudiesen contratar hasta 8 jugadores de cualquier nacionalidad y no como antes que existía una limitación de hasta 3 jugadores extranjeros a la vez. Este movimiento suponía que, al aumentar la oferta de jugadores, la demanda salarial bajaría.

Son ocho jugadores mayores, pueden ser ocho argentinos. La idea conceptualmente es ampliar la oferta para hacer más eficiente la competencia en cuanto a lo deportivo. Se llega a esto por el gran abuso en los aumentos salariales. Buscamos tener una herramienta regulatoria en la negociación por las contrataciones.
Gregorio Martínez, representante de Obras Sanitarias.

Tenemos derecho a regular el mercado y a poner las reglas que vota la mayoría. La única forma de solucionar los aumentos indiscriminados en los sueldos es ampliando la oferta. Así como en España los jugadores españoles compiten con jugadores de toda Europa, acá también podemos ampliar la oferta.
Juan Ignacio Sánchez, presidente de Bahía Basket.

Al enterarse de esta situación, la AdJ llamó a una veda contractual. La veda se levantó el 7 de julio y los clubes continuaron sus contrataciones. La tendencia de los clubes no fue contratar 8 fichas extranjeras, sino continuar con hasta 3 jugadores no argentinos en sus filas. El 12 de julio hubo una reunión entre la AdJ y la AdC en la cual no lograron acuerdo alguno. La AdJ pidió a la CABB y a FIBA que se expresen ante la situación.
El 29 de julio la AdJ declaró un paro de jugadores por tiempo indeterminado. Ante esta situación, Obras Sanitarias, club que Fabián Borro había presidido previo a la AdC, entró en conflicto con los jugadores que estaban en sus filas. Tres jugadores habían arreglado de palabra con el club y por esta situación, la entidad no decidió firmar contrato, mientras que un solo jugador tenía contrato y se lo podría rescindir. Más tarde, Atenas y Libertad de Sunchales entraron en situaciones similares.

La excusa de ellos es que con estas medidas se pueden bajar los presupuestos y eso ayuda a disminuir los valores de los sueldos de los jugadores. Aumentan así la demanda de trabajo, abren el mercado... Esos nos dicen. El asunto es que los jugadores no son los que piden más plata. Los clubes se pelean por determinados muchachos y son ellos mismos son los que suben los presupuestos. Entonces, toman una medida que no pueden sostener. Es como que se meten los cuernos entre ellos. Se desnaturaliza todo con las 8 fichas.
Leonardo Gutiérrez, jugador de Peñarol.

Después de haber devuelto las negociaciones y el gesto de buena voluntad que hemos demostrado a la Asociación de Clubes (AdC) no tuvimos respuesta de ningún tipo y nosotros no podemos permitir que bajo esta legislación de tener 8 extranjeros optativos en la A y 2 extranjeros optativos en el TNA se pueda empezar la temporada en estas condiciones. Básicamente es por eso la medida que tomamos, estamos pidiendo que la reviertan pero no hemos tenido ningún tipo de respuesta. Las acciones de buena voluntad la hemos demostrado todo este tiempo y sin embargo no hemos sido condescendientes del otro lado.
Michael Stura, presidente de la AdJ.

El 9 de agosto, la AdC ratificó la fecha de inicio de la temporada y de la pretemporada, esta última, para el 16 de agosto. El 11 del mismo mes, la CABB se proclamó en favor de los clubes solicitándole a los jugadores que hagan la pretemporada. Tras eso, la AdJ levantó el paro y la pretemporada comenzó el 16 del mismo mes.

## Equipos participantes
| Pos. | Descendidos de la LNB 2015-16 |
| ---- | ----------------------------- |
| 20.º | Sionista                      |

| Pos. | Ascendidos del TNA 2015-16 |
| ---- | -------------------------- |
| 1.º  | Hispano Americano          |

| Cambios de plaza                      |
| ------------------------------------- |
| Cambio de plaza entre Lanús y Echagüe |

| Región                    | Cantidad |
| ------------------------- | -------- |
| Provincia de Buenos Aires | 4        |
| Capital Federal           | 4        |
| Entre Ríos                | 2        |
| Santiago del Estero       | 2        |
| Corrientes                | 2        |
| Córdoba                   | 2        |
| Chubut                    | 1        |
| Santa Cruz                | 1        |
| Santa Fe                  | 1        |
| Formosa                   | 1        |

| Club                   | Ciudad              | Entrenador           | Estadio                      | Capacidad |
| ---------------------- | ------------------- | -------------------- | ---------------------------- | --------- |
| Argentino              | Junín               | Eduardo Japez        | El Fortín de las Morochas    | 1500      |
| Atenas                 | Córdoba             | Adrián Capelli       | Polideportivo Carlos Cerutti | 3424      |
| Boca Juniors           | Buenos Aires        | Ronaldo Córdoba      | Microestadio Luis Conde      | 2000      |
| Ciclista Olímpico      | La Banda            | Fernando Duró        | Vicente Rosales              | 3964      |
| Echagüe                | Paraná              | Daniel Maffei        | Estadio Luis Butta           | 2306      |
| Estudiantes Concordia  | Concordia           | Hernán Laginestra    | El Gigante Verde             | 1610      |
| Ferro Carril Oeste     | Buenos Aires        | Álvaro Castiñeira    | Estadio Héctor Etchart       | 4500      |
| Gimnasia y Esgrima     | Comodoro Rivadavia  | Gonzalo García       | Estadio Socios Fundadores    | 2276      |
| Hispano Americano      | Río Gallegos        | Bernardo Murphy      | Gimnasio Boxing Club         | 3000      |
| Instituto              | Córdoba             | Ariel Rearte         | Gimnasio Ángel Sandrin       | 2000      |
| La Unión de Formosa    | Formosa             | Guillermo Narvarte   | Estadio Cincuentenario       | 4500      |
| Libertad               | Sunchales           | Facundo Müller       | El Hogar de los Tigres       | 4000      |
| Obras Basket           | Buenos Aires        | Nicolás Casalánguida | Estadio Obras Sanitarias     | 3000      |
| Peñarol                | Mar del Plata       | Marcelo Richotti     | Polideportivo Islas Malvinas | 8000      |
| Quilmes                | Mar del Plata       | Javier Bianchelli    | Polideportivo Islas Malvinas | 8000      |
| Quimsa                 | Santiago del Estero | Silvio Santander     | Ciudad                       | 5200      |
| Regatas Corrientes     | Corrientes          | Gabriel Piccato      | José Jorge Contte            | 4000      |
| San Lorenzo de Almagro | Buenos Aires        | Julio Lamas          | Polideportivo Roberto Pando  | 2000      |
| San Martín             | Corrientes          | Sebastián González   | El Fortín Rojinegro          | 3000      |
| Weber Bahía            | Bahía Blanca        | Sebastián Ginóbili   | Osvaldo Casanova             | 3950      |

Capacidad de los estadios según la web oficial.
Cambios de entrenador
| Club              | Entrenador             | Entrenador             | Fecha           | Fecha           |
| Club              | saliente               | entrante               | salida          | entrada         |
| ----------------- | ---------------------- | ---------------------- | --------------- | --------------- |
| Atenas            | Adrián Capelli         | Gustavo Rossotto (int) | 7 de octubre    | 12 de octubre   |
| Atenas            | Gustavo Rossotto (int) | Gustavo Miravet        | 12 de octubre   | 12 de octubre   |
| Atenas            | Gustavo Miravet        | Osvaldo Arduh          | 3 de febrero    | 4 de febrero    |
| Echagüe           | Daniel Maffei          | Ignacio Barsanti (int) | 1 de diciembre  | 1 de diciembre  |
| Echagüe           | Ignacio Barsanti (int) | Iván Najnudel          | 31 de enero     | 31 de enero     |
| Echagüe           | Iván Najnudel          | Ignacio Barsanti       | 17 de abril     | 17 de abril     |
| Quimsa            | Silvio Santander       | Néstor García          | 26 de noviembre | 28 de noviembre |
| Hispano Americano | Bernardo Murphy        | Esteban Gatti (int)    | 1 de marzo      | 1 de marzo      |
| Hispano Americano | Esteban Gatti (int)    | Adrián Capelli         | 4 de marzo      | 4 de marzo      |

## Formato de competencia
El formato de competencia es una continuación del de la pasada temporada. Se continúa con la división en conferencias Norte y Sur, y la temporada sigue dividida en dos grandes etapas, la serie regular y los play offs. A su vez, está dividida en cinco instancias, la primera fase, que es regional o de conferencia, la segunda fase, nacional, la tercera fase, de play-offs zonales o de conferencia y la final nacional en lo que respecta a determinar el campeón, mientras que para determinar los descensos, los últimos de cada conferencia disputan play-offs.
Al igual que el año pasado, el Torneo Súper 8 fue reemplazado por el «Torneo Súper 4».
Serie regular
Esta fase está dividida en dos, durante la primera fase o fase regional se enfrentan todos los equipos dentro de una misma conferencia dos veces, ida y vuelta. Una vez finalizada esta etapa, los dos primeros de cada conferencia avanzan al Súper 4.
En la segunda fase, o fase nacional, los veinte equipos se enfrentan todos contra todos, nuevamente con formato de partido y revancha, pero como el año pasado, los resultados se computan por conferencia. Tras esta etapa se definen los equipos que avanzan a por el campeonato, cuales dejan de participar, y cuales deben revalidar la categoría.
Puntuación
Finalizada la fase regular de la competencia, se ordenan a los equipos sobre la base de la cantidad de puntos obtenidos bajo las reglas FIBA, con 2 puntos por victoria y 1 punto por derrota.
Descenso
Los últimos de cada conferencia se enfrentan entre sí en una serie al mejor de cinco para determinar cuál desciende.
Campeonato
Esta etapa de play-offs está dividida en cuatro, tres de conferencia y la final de la liga. Los seis mejores de cada conferencia avanzan para determinar al campeón. Los dos primeros de cada conferencia avanzan a "semifinales de conferencia" mientras que los restantes cuatro disputan la "reclasificación". Las tres primeras series son al mejor de cinco encuentros, la final es al mejor de siete.
Clasificación a competencias internacionales
La Liga Nacional de Básquet tiene cinco cupos internacionales, dos para la Liga de las Américas y tres para la Liga Sudamericana de Clubes, los cuales se reparten de la siguiente manera:
- Liga de las Américas 2018: campeón nacional y subcampeón nacional.
- Liga Sudamericana de Clubes 2017: subcampeón conferencia norte y subcampeón conferencia sur, además del ganador del Torneo Súper 4.[n 1]

## Primera fase

### Conferencia norte
| Equipo                  | PJ | PG | PP | Pts |
| ----------------------- | -- | -- | -- | --- |
| San Martín (Corrientes) | 18 | 14 | 4  | 32  |
| Estudiantes Concordia   | 18 | 12 | 6  | 30  |
| Quimsa                  | 18 | 11 | 7  | 29  |
| Regatas Corrientes      | 18 | 11 | 7  | 29  |
| Ciclista Olímpico       | 18 | 9  | 9  | 27  |
| La Unión de Formosa     | 18 | 9  | 9  | 27  |
| Instituto               | 18 | 8  | 10 | 26  |
| Libertad                | 18 | 7  | 11 | 25  |
| Atenas                  | 18 | 6  | 12 | 24  |
| Echagüe                 | 18 | 3  | 15 | 21  |

|  |                                                 |
|  | Clasificados al Súper 4 por tener mejor récord. |

| Regatas Corrientes | 88 - 66 | La Unión de Formosa | José Jorge Contte   | 23 de septiembre | 21:30 |
| Atenas             | 77 - 79 | Ciclista Olímpico   | Carlos Cerutti      | 23 de septiembre | 22:00 |
| Echagüe            | 83 - 81 | Libertad            | Luis Butta          | 24 de septiembre | 21:30 |
| San Martín (C)     | 76 - 67 | La Unión de Formosa | El Fortín Rojinegro | 25 de septiembre | 20:00 |
| Instituto          | 78 - 70 | Ciclista Olímpico   | Ángel Sandrín       | 25 de septiembre | 21:00 |
| Regatas Corrientes | 88 - 94 | Estudiantes (C)     | José Jorge Contte   | 25 de septiembre | 21:30 |
| Atenas             | 61 - 78 | Quimsa              | Carlos Cerutti      | 25 de septiembre | 21:30 |

| Instituto           | 78 - 69 | Quimsa             | Ángel Sandrín       | 27 de septiembre | 21:00 |
| San Martín (C)      | 85 - 66 | Estudiantes (C)    | El Fortín Rojinegro | 27 de septiembre | 21:30 |
| Ciclista Olímpico   | 70 - 57 | Libertad           | Vicente Rosales     | 28 de septiembre | 22:00 |
| La Unión de Formosa | 79 - 74 | Estudiantes (C)    | Cincuentenario      | 29 de septiembre | 22:00 |
| Echagüe             | 90 - 84 | Atenas             | Luis Butta          | 30 de septiembre | 21:30 |
| Quimsa              | 73 - 62 | Libertad           | Ciudad              | 30 de septiembre | 22:00 |
| Ciclista Olímpico   | 86 - 62 | Regatas Corrientes | Vicente Rosales     | 1 de octubre     | 22:00 |
| Estudiantes (C)     | 79 - 73 | Atenas             | El Gigante Verde    | 2 de octubre     | 21:00 |
| Echagüe             | 89 - 87 | Instituto          | Luis Butta          | 2 de octubre     | 21:00 |

| Quimsa            | 82 - 79 | Regatas Corrientes  | Ciudad           | 3 de octubre | 22:00 |
| Estudiantes (C)   | 58 - 71 | Instituto           | El Gigante Verde | 4 de octubre | 21:30 |
| Echagüe           | 77 - 95 | San Martín (C)      | Luis Butta       | 5 de octubre | 21:00 |
| Quimsa            | 72 - 62 | Ciclista Olímpico   | Ciudad           | 5 de octubre | 21:00 |
| Estudiantes (C)   | 89 - 78 | San Martín (C)      | El Gigante Verde | 7 de octubre | 21:30 |
| Ciclista Olímpico | 80 - 62 | La Unión de Formosa | Vicente Rosales  | 7 de octubre | 22:00 |
| Quimsa            | 77 - 67 | La Unión de Formosa | Ciudad           | 9 de octubre | 21:00 |

| Instituto           | 68 - 85  | Estudiantes (C) | Ángel Sandrín       | 10 de octubre | 21:00 |
| Regatas Corrientes  | 113 - 79 | Echagüe         | José Jorge Contte   | 10 de octubre | 21:30 |
| San Martín (C)      | 72 - 53  | Echagüe         | El Fortín Rojinegro | 12 de octubre | 21:30 |
| Atenas              | 73 - 65  | Estudiantes (C) | Carlos Cerutti      | 12 de octubre | 21:30 |
| Regatas Corrientes  | 96 - 105 | Quimsa          | José Jorge Contte   | 13 de octubre | 21:30 |
| La Unión de Formosa | 90 - 81  | Echagüe         | Cincuentenario      | 14 de octubre | 22:00 |
| Atenas              | 72 - 80  | Instituto       | Orfeo Superdomo     | 15 de octubre | 21:30 |
| San Martín (C)      | 94 - 60  | Quimsa          | El Fortín Rojinegro | 15 de octubre | 21:30 |

| La Unión de Formosa | 76 - 67   | Quimsa              | Cincuentenario         | 17 de octubre | 22:00 |
| Echagüe             | 75 - 102  | Ciclista Olímpico   | Luis Butta             | 18 de octubre | 21:00 |
| Atenas              | 94 - 89   | San Martín (C)      | Carlos Cerutti         | 18 de octubre | 21:30 |
| Libertad            | 85 - 94   | Regatas Corrientes  | El Hogar de los Tigres | 19 de octubre | 21:30 |
| Instituto           | 63 - 71   | San Martín (C)      | Ángel Sandrín          | 20 de octubre | 21:00 |
| Estudiantes (C)     | 105 - 87  | Ciclista Olímpico   | El Gigante Verde       | 20 de octubre | 21:30 |
| Libertad            | 82 - 65   | La Unión de Formosa | El Hogar de los Tigres | 21 de octubre | 21:00 |
| Echagüe             | 75 - 93   | Regatas Corrientes  | Luis Butta             | 21 de octubre | 21:00 |
| Quimsa              | 96 - 94   | Atenas              | Ciudad                 | 21 de octubre | 22:00 |
| Echagüe             | 75 - 76   | La Unión de Formosa | Luis Butta             | 23 de octubre | 21:00 |
| Estudiantes (C)     | 90 - 69   | Regatas Corrientes  | El Gigante Verde       | 23 de octubre | 21:00 |
| Libertad            | 100 - 101 | San Martín (C)      | El Hogar de los Tigres | 23 de octubre | 21:00 |
| Ciclista Olímpico   | 74 - 83   | Atenas              | Vicente Rosales        | 23 de octubre | 22:00 |

| Quimsa              | 88 - 65  | Instituto           | Ciudad              | 24 de octubre | 22:00 |
| Estudiantes (C)     | 91 - 72  | La Unión de Formosa | El Gigante Verde    | 25 de octubre | 21:30 |
| Regatas Corrientes  | 78 - 71  | San Martín (C)      | José Jorge Contte   | 26 de octubre | 21:30 |
| Ciclista Olímpico   | 98 - 75  | Instituto           | Vicente Rosales     | 26 de octubre | 22:00 |
| Quimsa              | 86 - 44  | Echagüe             | Ciudad              | 27 de octubre | 22:00 |
| La Unión de Formosa | 80 - 69  | Libertad            | Cincuentenario      | 28 de octubre | 22:00 |
| Instituto           | 72 - 69  | Atenas              | Ángel Sandrín       | 29 de octubre | 21:00 |
| Ciclista Olímpico   | 102 - 62 | Echagüe             | Vicente Rosales     | 29 de octubre | 22:00 |
| San Martín (C)      | 82 - 79  | Libertad            | El Fortín Rojinegro | 30 de octubre | 20:00 |

| Instituto           | 85 - 86 | La Unión de Formosa | Ángel Sandrín          | 31 de octubre  | 21:00 |
| Regatas Corrientes  | 90 - 81 | Libertad            | José Jorge Contte      | 1 de noviembre | 21:30 |
| Echagüe             | 73 - 86 | Estudiantes (C)     | Luis Butta             | 2 de noviembre | 21:00 |
| Atenas              | 75 - 80 | La Unión de Formosa | Carlos Cerutti         | 2 de noviembre | 21:30 |
| San Martín (C)      | 80 - 72 | Regatas Corrientes  | El Fortín Rojinegro    | 3 de noviembre | 21:30 |
| Libertad            | 74 - 72 | Instituto           | El Hogar de los Tigres | 4 de noviembre | 21:30 |
| Quimsa              | 81 - 91 | Estudiantes (C)     | Ciudad                 | 4 de noviembre | 22:00 |
| La Unión de Formosa | 80 - 84 | San Martín (C)      | Cincuentenario         | 5 de noviembre | 20:00 |
| Atenas              | 90 - 77 | Echagüe             | Carlos Cerutti         | 5 de noviembre | 20:30 |
| Ciclista Olímpico   | 89 - 77 | Estudiantes (C)     | Vicente Rosales        | 6 de noviembre | 22:00 |

| Instituto           | 86 - 74 | Echagüe            | Ángel Sandrín          | 7 de noviembre  | 21:00 |
| Atenas              | 77 - 89 | Regatas Corrientes | Carlos Cerutti         | 7 de noviembre  | 21:30 |
| Instituto           | 96 - 87 | Regatas Corrientes | Ángel Sandrín          | 9 de noviembre  | 21:00 |
| Ciclista Olímpico   | 67 - 73 | San Martín (C)     | Vicente Rosales        | 9 de noviembre  | 21:00 |
| Estudiantes (C)     | 77 - 64 | Libertad           | El Gigante Verde       | 9 de noviembre  | 21:30 |
| La Unión de Formosa | 74 - 72 | Atenas             | Cincuentenario         | 10 de noviembre | 22:00 |
| Libertad            | 84 - 74 | Echagüe            | El Hogar de los Tigres | 11 de noviembre | 21:30 |
| Quimsa              | 81 - 89 | San Martín (C)     | Ciudad                 | 11 de noviembre | 22:00 |
| Regatas Corrientes  | 82 - 81 | Atenas             | José Jorge Contte      | 12 de noviembre | 21:30 |
| Libertad            | 84 - 82 | Estudiantes (C)    | El Hogar de los Tigres | 13 de noviembre | 21:00 |
| La Unión de Formosa | 60 - 58 | Ciclista Olímpico  | Cincuentenario         | 13 de noviembre | 21:30 |

| San Martín (C)      | 80 - 68  | Atenas             | El Fortín Rojinegro    | 14 de noviembre | 21:30 |
| Regatas Corrientes  | 77 - 76  | Ciclista Olímpico  | José Jorge Contte      | 15 de noviembre | 21:30 |
| Instituto           | 66 - 97  | Libertad           | Ángel Sandrín          | 16 de noviembre | 21:00 |
| San Martín (C)      | 79 - 86  | Ciclista Olímpico  | El Fortín Rojinegro    | 17 de noviembre | 21:30 |
| Estudiantes (C)     | 80 - 74  | Quimsa             | El Gigante Verde       | 18 de noviembre | 21:00 |
| Atenas              | 89 - 79  | Libertad           | Carlos Cerutti         | 18 de noviembre | 21:30 |
| Echagüe             | 81 - 108 | Quimsa             | Luis Butta             | 20 de noviembre | 21:00 |
| Libertad            | 89 - 70  | Ciclista Olímpico  | El Hogar de los Tigres | 20 de noviembre | 21:00 |
| La Unión de Formosa | 69 - 75  | Instituto          | Cincuentenario         | 21 de noviembre | 22:00 |
| Libertad            | 89 - 79  | Quimsa             | El Hogar de los Tigres | 22 de noviembre | 21:30 |
| Regatas Corrientes  | 96 - 83  | Instituto          | José Jorge Contte      | 23 de noviembre | 21:30 |
| San Martín (C)      | 79 - 76  | Instituto          | El Fortín Rojinegro    | 25 de noviembre | 21:30 |
| Libertad            | 82 - 95  | Atenas             | El Hogar de los Tigres | 25 de noviembre | 21:30 |
| Estudiantes (C)     | 86 - 77  | Echagüe            | El Gigante Verde       | 25 de noviembre | 21:30 |
| La Unión de Formosa | 75 - 85  | Regatas Corrientes | Cincuentenario         | 25 de noviembre | 21:30 |
| Ciclista Olímpico   | 70 - 79  | Quimsa             | Vicente Rosales        | 25 de noviembre | 22:00 |

### Conferencia sur
| Equipo                        | PJ | PG | PP | Pts |
| ----------------------------- | -- | -- | -- | --- |
| San Lorenzo (Buenos Aires)    | 18 | 14 | 4  | 32  |
| Gimnasia (Comodoro Rivadavia) | 18 | 12 | 6  | 30  |
| Ferro (Buenos Aires)          | 18 | 11 | 7  | 29  |
| Bahía Basket                  | 18 | 11 | 7  | 29  |
| Obras Basket                  | 18 | 9  | 9  | 27  |
| Argentíno (Junín)             | 18 | 9  | 9  | 27  |
| Peñarol                       | 18 | 8  | 10 | 26  |
| Quilmes                       | 18 | 8  | 10 | 26  |
| Hispano Americano             | 18 | 4  | 14 | 22  |
| Boca Juniors                  | 18 | 4  | 14 | 22  |

|  |                                                 |
|  | Clasificados al Súper 4 por tener mejor récord. |

| Hispano Americano | 72 - 94 | San Lorenzo (BA)  | Boxing Club               | 22 de septiembre | 21:00 |
| Peñarol           | 95 - 65 | Quilmes           | Islas Malvinas            | 23 de septiembre | 20:00 |
| Boca Juniors      | 82 - 80 | Obras Basket      | Luis Conde                | 23 de septiembre | 20:00 |
| Peñarol           | 81 - 79 | Hispano Americano | Islas Malvinas            | 25 de septiembre | 20:00 |
| Argentino (J)     | 57 - 83 | San Lorenzo (BA)  | El Fortín de las Morochas | 25 de septiembre | 21:30 |

| Ferro (BA)       | 83 - 63 | Boca Juniors      | Héctor Etchart            | 26 de septiembre | 20:00 |
| Quilmes          | 83 - 68 | Hispano Americano | Islas Malvinas            | 27 de septiembre | 21:00 |
| Argentino (J)    | 87 - 73 | Gimnasia (CR)     | El Fortín de las Morochas | 27 de septiembre | 21:00 |
| Peñarol          | 90 - 65 | Boca Juniors      | Islas Malvinas            | 29 de septiembre | 21:00 |
| Ferro (BA)       | 93 - 83 | Gimnasia (CR)     | Héctor Etchart            | 29 de septiembre | 21:00 |
| San Lorenzo (BA) | 92 - 63 | Argentino (J)     | Héctor Etchart            | 1 de octubre     | 20:00 |
| Obras Basket     | 83 - 91 | Gimnasia (CR)     | Obras Sanitarias          | 1 de octubre     | 21:00 |
| Quilmes          | 81 - 69 | Boca Juniors      | Islas Malvinas            | 1 de octubre     | 22:00 |
| Bahía Basket     | 87 - 62 | Ferro (BA)        | Osvaldo Casanova          | 2 de octubre     | 20:30 |

| Obras Basket      | 77 - 71   | Argentino (J)    | Obras Sanitarias          | 3 de octubre | 20:00 |
| Hispano Americano | 72 - 78   | Peñarol          | Boxing Club               | 3 de octubre | 21:00 |
| Bahía Basket      | 107 - 101 | Quilmes          | Osvaldo Casanova          | 4 de octubre | 20:30 |
| Ferro (BA)        | 78 - 52   | Peñarol          | Héctor Etchart            | 5 de octubre | 21:00 |
| Gimnasia (CR)     | 84 - 83   | San Lorenzo (BA) | Socios Fundadores         | 5 de octubre | 21:30 |
| Argentino (J)     | 73 - 63   | Quilmes          | El Fortín de las Morochas | 6 de octubre | 21:30 |
| Obras Basket      | 88 - 92   | Bahía Basket     | Obras Sanitarias          | 7 de octubre | 20:00 |
| Boca Juniors      | 73 - 85   | Peñarol          | Luis Conde                | 7 de octubre | 20:00 |
| Gimnasia (CR)     | 82 - 94   | Ferro (BA)       | Socios Fundadores         | 8 de octubre | 20:00 |
| Hispano Americano | 70 - 72   | Bahía Basket     | Boxing Club               | 9 de octubre | 20:00 |

| Quilmes           | 67 - 77 | Obras Basket  | Islas Malvinas    | 10 de octubre | 21:00 |
| Ferro (BA)        | 59 - 69 | Bahía Basket  | Héctor Etchart    | 11 de octubre | 21:00 |
| Peñarol           | 83 - 95 | Obras Basket  | Islas Malvinas    | 12 de octubre | 21:00 |
| Boca Juniors      | 77 - 83 | Ferro (BA)    | Luis Conde        | 13 de octubre | 20:00 |
| Hispano Americano | 74 - 70 | Argentino (J) | Boxing Club       | 13 de octubre | 21:00 |
| Gimnasia (CR)     | 92 - 68 | Quilmes       | Socios Fundadores | 13 de octubre | 21:30 |
| Bahía Basket      | 63 - 62 | Obras Basket  | Osvaldo Casanova  | 14 de octubre | 21:00 |
| Boca Juniors      | 70 - 67 | Quilmes       | Luis Conde        | 15 de octubre | 20:00 |
| Gimnasia (CR)     | 93 - 71 | Argentino (J) | Socios Fundadores | 15 de octubre | 20:00 |

| Obras Basket     | 79 - 78  | Quilmes           | Obras Sanitarias          | 17 de octubre | 20:00 |
| Bahía Basket     | 77 - 66  | Hispano Americano | Norbeto Tomas             | 17 de octubre | 21:30 |
| Peñarol          | 76 - 75  | Ferro (BA)        | Islas Malvinas            | 18 de octubre | 21:00 |
| San Lorenzo (BA) | 74 - 84  | Obras Basket      | Héctor Etchart            | 19 de octubre | 21:00 |
| Gimnasia (CR)    | 81 - 72  | Hispano Americano | Socios Fundadores         | 19 de octubre | 21:30 |
| Quilmes          | 96 - 83  | Ferro (BA)        | Islas Malvinas            | 20 de octubre | 21:00 |
| Gimnasia (CR)    | 75 - 72  | Boca Juniors      | Socios Fundadores         | 21 de octubre | 21:30 |
| Obras Basket     | 75 - 101 | San Lorenzo (BA)  | Obras Sanitarias          | 21 de octubre | 22:00 |
| Argentino (J)    | 75 - 54  | Bahía Basket      | El Fortín de las Morochas | 22 de octubre | 21:30 |

| San Lorenzo (BA)  | 72 - 59 | Bahía Basket  | Roberto Pando             | 24 de octubre | 21:00 |
| Obras Basket      | 85 - 92 | Ferro (BA)    | Obras Sanitarias          | 25 de octubre | 20:00 |
| Hispano Americano | 75 - 81 | Gimnasia (CR) | Boxing Club               | 25 de octubre | 21:00 |
| Boca Juniors      | 70 - 67 | Bahía Basket  | Luis Conde                | 26 de octubre | 20:00 |
| Ferro (BA)        | 84 - 54 | Quilmes       | Héctor Etchart            | 27 de octubre | 21:00 |
| Argentino (J)     | 83 - 70 | Peñarol       | El Fortín de las Morochas | 27 de octubre | 21:30 |
| Bahía Basket      | 77 - 50 | Peñarol       | Osvaldo Casanova          | 29 de octubre | 20:30 |
| Boca Juniors      | 71 - 88 | Gimnasia (CR) | Luis Conde                | 29 de octubre | 21:30 |
| San Lorenzo (BA)  | 78 - 61 | Quilmes       | Roberto Pando             | 29 de octubre | 22:00 |
| Ferro (BA)        | 80 - 81 | Argentino (J) | Héctor Etchart            | 30 de octubre | 20:00 |

| Hispano Americano | 73 - 84  | Quilmes           | Boxing Club               | 31 de octubre  | 20:00 |
| Boca Juniors      | 64 - 75  | Argentino (J)     | Luis Conde                | 1 de noviembre | 20:00 |
| Ferro (BA)        | 84 - 87  | San Lorenzo (BA)  | Héctor Etchart            | 1 de noviembre | 21:00 |
| San Lorenzo (BA)  | 84 - 67  | Boca Juniors      | Roberto Pando             | 3 de noviembre | 20:00 |
| Gimnasia (CR)     | 99 - 77  | Obras Basket      | Socios Fundadores         | 3 de noviembre | 21:30 |
| Argentino (J)     | 68 - 74  | Ferro (BA)        | El Fortín de las Morochas | 5 de noviembre | 21:30 |
| San Lorenzo (BA)  | 106 - 73 | Hispano Americano | Roberto Pando             | 6 de noviembre | 20:00 |
| Peñarol           | 66 - 69  | Bahía Basket      | Islas Malvinas            | 6 de noviembre | 21:00 |

| Boca Juniors     | 64 - 70  | Hispano Americano | Luis Conde        | 8 de noviembre  | 20:00 |
| Quilmes          | 80 - 68  | Bahía Basket      | Islas Malvinas    | 8 de noviembre  | 21:00 |
| Obras Basket     | 95 - 85  | Peñarol           | Obras Sanitarias  | 9 de noviembre  | 20:00 |
| Obras Basket     | 107 - 86 | Boca Juniors      | Obras Sanitarias  | 11 de noviembre | 20:00 |
| Ferro (BA)       | 90 - 83  | Hispano Americano | Héctor Etchart    | 11 de noviembre | 21:00 |
| San Lorenzo (BA) | 89 - 59  | Peñarol           | Roberto Pando     | 11 de noviembre | 21:00 |
| Bahía Basket     | 80 - 77  | Argentino (J)     | Osvaldo Casanova  | 12 de noviembre | 20:30 |
| Gimnasia (CR)    | 82 - 62  | Peñarol           | Socios Fundadores | 13 de noviembre | 21:30 |

| Bahía Basket      | 75 - 68   | Boca Juniors      | Osvaldo Casanova          | 14 de noviembre | 21:00 |
| Quilmes           | 94 - 89   | Argentino (J)     | Islas Malvinas            | 14 de noviembre | 21:00 |
| Ferro (BA)        | 72 - 67   | Obras Basket      | Héctor Etchart            | 15 de noviembre | 21:00 |
| Peñarol           | 70 - 71   | Argentino (J)     | Islas Malvinas            | 16 de noviembre | 21:00 |
| Bahía Basket      | 58 - 68   | San Lorenzo (BA)  | Osvaldo Casanova          | 16 de noviembre | 21:00 |
| Hispano Americano | 84 - 88   | Boca Juniors      | Boxing Club               | 17 de noviembre | 21:00 |
| Quilmes           | 83 - 96   | San Lorenzo (BA)  | Islas Malvinas            | 18 de noviembre | 21:30 |
| Bahía Basket      | 59 - 66   | Gimnasia (CR)     | Osvaldo Casanova          | 19 de noviembre | 21:00 |
| Argentino (J)     | 66 - 91   | Obras Basket      | El Fortín de las Morochas | 19 de noviembre | 21:30 |
| Peñarol           | 82 - 80   | San Lorenzo (BA)  | Islas Malvinas            | 20 de noviembre | 20:00 |
| Hispano Americano | 77 - 75   | Ferro (BA)        | Boxing Club               | 21 de noviembre | 21:00 |
| Quilmes           | 75 - 68   | Gimnasia (CR)     | Islas Malvinas            | 21 de noviembre | 21:00 |
| Boca Juniors      | 71 - 75   | San Lorenzo (BA)  | Luis Conde                | 23 de noviembre | 20:00 |
| Hispano Americano | 75 - 70   | Obras Basket      | Boxing Club               | 23 de noviembre | 21:00 |
| Peñarol           | 75 - 70   | Gimnasia (CR)     | Islas Malvinas            | 23 de noviembre | 21:00 |
| San Lorenzo (BA)  | 99 - 76   | Gimnasia (CR)     | Roberto Pando             | 25 de noviembre | 21:30 |
| Argentino (J)     | 81 - 68   | Hispano Americano | El Fortín de las Morochas | 26 de noviembre | 21:30 |
| Obras Basket      | 97 - 75   | Hispano Americano | Obras Sanitarias          | 28 de noviembre | 21:00 |
| Quilmes           | 69 - 60   | Peñarol           | Islas Malvinas            | 28 de noviembre | 21:00 |
| San Lorenzo (BA)  | 69 - 79   | Ferro (BA)        | Roberto Pando             | 28 de noviembre | 21:00 |
| Argentino (J)     | 74 - 68   | Boca Juniors      | El Fortín de las Morochas | 28 de noviembre | 21:00 |
| Gimnasia (CR)     | 110 - 106 | Bahía Basket      | Socios Fundadores         | 22 de diciembre | 21:30 |

## Torneo Súper 4
El Torneo Súper 4 de esta temporada fue el segundo en disputarse y a diferencia del de la pasada temporada, este se denominó Súper 4 Carnaval. La sede de esta edición fue el Estadio Raúl Argentino Ortíz o también conocido como El Fortín Rojinegro, estadio de San Martín de Corrientes. Además, el campeón accedió a la próxima Liga Sudamericana. Este torneo se televisó por TyC Sports.
El campeón de esta edición fue San Lorenzo de Buenos Aires, el mejor de la conferencia sur, que venció en la final al mejor de la conferencia norte y local San Martín de Corrientes. Además de acceder a la próxima Liga Sudamericana, accedió a disputar la Supercopa, novedoso torneo que se disputará a partir de la próxima temporada.
|  | Semifinales      | Semifinales |                |                  | Final | Final |  |
|  |                  |             |                |                  |       |       |  |
|  |                  |             |                |                  |       |       |  |
|  | San Lorenzo (BA) | 83          |                |                  |       |       |  |
|  | San Lorenzo (BA) | 83          |                |                  |       |       |  |
|  | Estudiantes (C)  | 78          |                |                  |       |       |  |
|  | Estudiantes (C)  | 78          |                | San Lorenzo (BA) | 70    |       |  |
|  |                  |             |                | San Lorenzo (BA) | 70    |       |  |
|  |                  |             | San Martín (C) | 59               |       |       |  |
|  | San Martín (C)   | 81          | San Martín (C) | 59               |       |       |  |
|  | San Martín (C)   | 81          |                |                  |       |       |  |
|  | Gimnasia (CR)    | 63          |                |                  |       |       |  |
|  | Gimnasia (CR)    | 63          |                |                  |       |       |  |
|  |                  |             |                |                  |       |       |  |

Semifinales
| 6 de enero, 20:00 | San Lorenzo (BA)                                              | 83–78                | Estudiantes Concordia                                                     | Corrientes |  |
|                   | Parciales: 19-21, 28-16, 14-22, 22-19                         |                      |                                                                           | |  |
|                   | Estadísticas Marcos Mata 16 Matías Sandes 9 Nicolás Aguirre 8 | Reporte Pts Reb Asts | Estadísticas 19 Javier Justiz Ferrer 16 Javier Justiz Ferrer 4 Dar Tucker | Pabellón: Estadio Raúl Argentino Ortíz Árbitros: * Alejandro Chiti * Juan Fernández * Sergio Tarifeño Televisión: TyC Sports |  |

| 6 de enero, 22:30 | San Martín (C)                                                | 81–63                | Gimnasia (CR)                                                  | Corrientes |  |
|                   | Parciales: 23-8, 27-14, 21-22, 10-19                          |                      |                                                                | |  |
|                   | Estadísticas Leo Mainoldi 15 Jeremiah Wood 13 Jeremiah Wood 7 | Reporte Pts Reb Asts | Estadísticas 16 Eloy Vargas 12 Eloy Vargas 4 Leonel Schattmann | Pabellón: Estadio Raúl Argentino Ortíz Árbitros: * Fabricio Vito * Oscar Brítez * Leandro Lezcano Televisión: TyC Sports |  |

Final
| 7 de enero, 21:00 | San Lorenzo (BA)                                                                 | 70–59                | San Martín (C)                                            | Corrientes |  |
|                   | Parciales: 20-23, 18-12, 9-19, 12-16                                             |                      |                                                           | |  |
|                   | Estadísticas Matías Lescano 13 Reynaldo García Zamora 8 Reynaldo García Zamora 4 | Reporte Pts Reb Asts | Estadísticas 17 Marcos Mata 11 Marcos Mata 12 Marcos Mata | Pabellón: Estadio Raúl Argentino Ortíz Árbitros: * Alejandro Chiti * Juan Fernández * Fabricio Vito Televisión: TyC Sports |  |

## Segunda fase
| Conferencia norte | Conferencia norte   | Conferencia norte | Conferencia norte | Conferencia norte | Conferencia norte | Conferencia norte | Conferencia norte |
| Equipo            | Equipo              | A                 | PJ                | PG                | PP                | Pts               |                   |
| ----------------- | ------------------- | ----------------- | ----------------- | ----------------- | ----------------- | ----------------- | ----------------- |
| 1.º               | San Martín (C)      | 14-4              | 38                | 26                | 12                | 96                |                   |
| 2.º               | Estudiantes (C)     | 12-6              | 38                | 26                | 12                | 94                |                   |
| 3.º               | Regatas (C)         | 11-7              | 38                | 23                | 15                | 90                |                   |
| 4.º               | Ciclista Olímpico   | 9-9               | 38                | 23                | 15                | 88                |                   |
| 5.º               | Instituto           | 8-10              | 38                | 23                | 15                | 87                |                   |
| 6.º               | Libertad            | 7-11              | 38                | 22                | 16                | 85                |                   |
| 7.º               | Quimsa              | 11-7              | 38                | 15                | 23                | 82                |                   |
| 8.º               | Atenas              | 6-12              | 38                | 17                | 21                | 79                |                   |
| 9.º               | La Unión de Formosa | 9-9               | 38                | 13                | 25                | 78                |                   |
| 10.º              | Echagüe             | 3-15              | 38                | 5                 | 33                | 64                |                   |

| Conferencia sur | Conferencia sur   | Conferencia sur | Conferencia sur | Conferencia sur | Conferencia sur | Conferencia sur | Conferencia sur |
| Equipo          | Equipo            | A               | PJ              | PG              | PP              | Pts             |                 |
| --------------- | ----------------- | --------------- | --------------- | --------------- | --------------- | --------------- | --------------- |
| 1.º             | San Lorenzo (BA)  | 14-4            | 38              | 26              | 12              | 96              |                 |
| 2.º             | Ferro (BA)        | 11-7            | 38              | 23              | 15              | 90              |                 |
| 3.º             | Bahía Basket      | 11-7            | 38              | 20              | 18              | 87              |                 |
| 4.º             | Argentino (J)     | 9-9             | 38              | 20              | 18              | 85              |                 |
| 5.º             | Gimnasia (CR)     | 12-6            | 38              | 16              | 22              | 84              |                 |
| 6.º             | Quilmes 1         | 8-10            | 38              | 18              | 20              | 82              |                 |
| 7.º             | Obras Basket 1    | 9-9             | 38              | 17              | 20              | 82              |                 |
| 8.º             | Peñarol           | 8-10            | 38              | 16              | 22              | 80              |                 |
| 9.º             | Hispano Americano | 4-14            | 38              | 18              | 19              | 78              |                 |
| 10.º            | Boca Juniors      | 4-14            | 38              | 13              | 25              | 73              |                 |

|  |                                            |
|  | Clasificados a semifinales de conferencia. |
|  | Clasificados a la serie reclasificatoria.  |
|  | Disputa serie por la permanencia.          |

1: Quilmes supera a Obras Basket en el desempate porque ganó los dos partidos entre ambos equipos en la segunda fase. Dichos partidos se jugaron el 27 de abril y 4 de mayo.
| Boca Juniors        | 102 - 82 | Gimnasia (CR)       | Luis Conde                | 2 de diciembre  | 20:00 |
| Ferro (BA)          | 72 - 66  | San Martín (C)      | Héctor Etchart            | 2 de diciembre  | 21:00 |
| Instituto           | 88 - 77  | Ciclista Olímpico   | Ángel Sandrín             | 2 de diciembre  | 21:00 |
| Quilmes             | 76 - 71  | La Unión de Formosa | Islas Malvinas            | 2 de diciembre  | 21:30 |
| Libertad            | 75 - 84  | Regatas Corrientes  | El Hogar de los Tigres    | 3 de diciembre  | 21:30 |
| Hispano Americano   | 63 - 92  | San Martín (C)      | Boxing Club               | 4 de diciembre  | 20:00 |
| San Lorenzo (BA)    | 89 - 72  | Gimnasia (CR)       | Roberto Pando             | 4 de diciembre  | 20:00 |
| Peñarol             | 80 - 67  | La Unión de Formosa | Islas Malvinas            | 4 de diciembre  | 20:00 |
| Atenas              | 75 - 64  | Ciclista Olímpico   | Carlos Cerutti            | 4 de diciembre  | 21:30 |
| Ferro (BA)          | 75 - 74  | Obras Basket        | Héctor Etchart            | 5 de diciembre  | 21:00 |
| Echagüe             | 62 - 80  | Regatas Corrientes  | Luis Butta                | 5 de diciembre  | 21:00 |
| Argentino (J)       | 69 - 71  | Boca Juniors        | El Fortín de las Morochas | 5 de diciembre  | 21:30 |
| Quimsa              | 75 - 58  | Quilmes             | Ciudad                    | 5 de diciembre  | 22:00 |
| Hispano Americano   | 86 - 84  | Gimnasia (CR)       | Boxing Club               | 6 de diciembre  | 21:00 |
| Obras Basket        | 85 - 81  | Instituto           | Obras Sanitarias          | 7 de diciembre  | 20:00 |
| Estudiantes (C)     | 94 - 81  | Regatas Corrientes  | El Gigante Verde          | 7 de diciembre  | 21:30 |
| Ciclista Olímpico   | 85 - 66  | Quilmes             | Vicente Rosales           | 7 de diciembre  | 22:00 |
| Libertad            | 76 - 66  | Quimsa              | El Hogar de los Tigres    | 8 de diciembre  | 21:30 |
| Argentino (J)       | 69 - 65  | Peñarol             | El Fortín de las Morochas | 8 de diciembre  | 21:30 |
| Boca Juniors        | 96 - 97  | Instituto           | Luis Conde                | 9 de diciembre  | 20:00 |
| Bahía Basket        | 78 - 70  | Peñarol             | Osvaldo Casanova          | 10 de diciembre | 20:00 |
| Echagüe             | 78 - 92  | Quimsa              | Luis Butta                | 10 de diciembre | 20:00 |
| La Unión de Formosa | 63 - 87  | San Lorenzo (BA)    | Cincuentenario            | 10 de diciembre | 21:30 |
| Gimnasia (CR)       | 80 - 85  | Instituto           | Socios Fundadores         | 11 de diciembre | 20:00 |
| Quilmes             | 62 - 69  | Atenas              | Islas Malvinas            | 11 de diciembre | 21:00 |

| Ferro (BA)          | 92 - 86  | Libertad          | Héctor Etchart            | 12 de diciembre | 21:00 |
| San Martín (C)      | 71 - 67  | San Lorenzo (BA)  | El Gigante Rojinegro      | 12 de diciembre | 21:30 |
| Estudiantes (C)     | 100 - 77 | Quimsa            | El Gigante Verde          | 12 de diciembre | 21:30 |
| Peñarol             | 85 - 75  | Atenas            | Islas Malvinas            | 13 de diciembre | 21:00 |
| Ciclista Olímpico   | 82 - 74  | Obras Basket      | Vicente Rosales           | 13 de diciembre | 22:00 |
| La Unión de Formosa | 97 - 78  | Bahía Basket      | Cincuentenario            | 13 de diciembre | 22:00 |
| Boca Juniors        | 77 - 98  | Libertad          | Luis Conde                | 14 de diciembre | 20:00 |
| Argentino (J)       | 80 - 70  | Echagüe           | El Fortín de las Morochas | 14 de diciembre | 21:30 |
| Instituto           | 86 - 82  | Hispano Americano | Ángel Sandrín             | 14 de diciembre | 22:00 |
| Regatas Corrientes  | 71 - 84  | San Lorenzo (BA)  | José Jorge Contte         | 14 de diciembre | 22:00 |
| San Martín (C)      | 93 - 87  | Bahía Basket      | El Gigante Rojinegro      | 15 de diciembre | 21:30 |
| Quimsa              | 72 - 82  | Obras Basket      | Ciudad                    | 15 de diciembre | 22:00 |
| Ferro (BA)          | 98 - 92  | Echagüe           | Héctor Etchart            | 16 de diciembre | 21:00 |
| Atenas              | 94 - 85  | Hispano Americano | Carlos Cerutti            | 16 de diciembre | 21:30 |
| Peñarol             | 93 - 101 | Estudiantes (C)   | Islas Malvinas            | 16 de diciembre | 21:30 |
| Gimnasia (CR)       | 75 - 79  | Libertad          | Socios Fundadores         | 16 de diciembre | 21:30 |
| Regatas Corrientes  | 85 - 67  | Bahía Basket      | José Jorge Contte         | 17 de diciembre | 21:30 |
| Obras Basket        | 99 - 80  | Echagüe           | Obras Sanitarias          | 18 de diciembre | 20:00 |
| Quilmes             | 83 - 64  | Estudiantes (C)   | Islas Malvinas            | 18 de diciembre | 21:00 |
| San Lorenzo (BA)    | 83 - 85  | Ciclista Olímpico | Roberto Pando             | 18 de diciembre | 21:00 |
| Instituto           | 83 - 70  | Argentino (J)     | Ángel Sandrín             | 18 de diciembre | 21:00 |
| La Unión de Formosa | 70 - 67  | San Martín (C)    | Cincuentenario            | 18 de diciembre | 22:00 |
| Boca Juniors        | 67 - 75  | Ferro (BA)        | Luis Conde                | 19 de diciembre | 20:00 |
| Bahía Basket        | 83 - 78  | Estudiantes (C)   | Osvaldo Casanova          | 20 de diciembre | 20:30 |
| Hispano Americano   | 87 - 91  | Ciclista Olímpico | Boxing Club               | 20 de diciembre | 21:00 |
| Atenas              | 89 - 71  | Argentino (J)     | Carlos Cerutti            | 20 de diciembre | 21:30 |

| 21/12 al 9/1, semanas de descanso |
| --------------------------------- |

| Hispano Americano  | 82 - 70   | Peñarol             | Boxing Club               | 9 de enero  | 21:00 |
| Argentino (J)      | 73 - 59   | Quilmes             | El Fortín de las Morochas | 9 de enero  | 21:30 |
| Bahía Basket       | 105 - 101 | Quilmes             | Osvaldo Casanova          | 11 de enero | 20:30 |
| San Lorenzo (BA)   | 86 - 61   | Peñarol             | Roberto Pando             | 11 de enero | 21:00 |
| Hispano Americano  | 89 - 101  | Boca Juniors        | Boxing Club               | 11 de enero | 21:00 |
| Argentino (J)      | 80 - 65   | Atenas              | El Fortín de las Morochas | 11 de enero | 21:30 |
| Estudiantes (C)    | 84 - 75   | Ciclista Olímpico   | El Gigante Verde          | 11 de enero | 21:30 |
| Regatas Corrientes | 103 - 98  | La Unión de Formosa | José Jorge Contte         | 11 de enero | 21:30 |
| Obras Basket       | 86 - 93   | Peñarol             | Obras Sanitarias          | 13 de enero | 20:00 |
| Bahía Basket       | 105 - 93  | Atenas              | Osvaldo Casanova          | 13 de enero | 20:30 |
| Echagüe            | 105 - 87  | Ciclista Olímpico   | Luis Butta                | 13 de enero | 21:00 |
| San Martín (C)     | 81 - 75   | La Unión de Formosa | El Gigante Rojinegro      | 13 de enero | 21:30 |
| Instituto          | 76 - 75   | San Lorenzo (BA)    | Ángel Sandrín             | 14 de enero | 21:00 |
| Ferro (BA)         | 71 - 75   | Hispano Americano   | Héctor Etchart            | 14 de enero | 21:00 |
| Gimnasia (CR)      | 84 - 80   | Regatas Corrientes  | Socios Fundadores         | 15 de enero | 20:15 |
| Quilmes            | 83 - 78   | Quimsa              | Islas Malvinas            | 15 de enero | 21:00 |
| Libertad           | 89 - 70   | Ciclista Olímpico   | El Hogar de los Tigres    | 15 de enero | 21:00 |

| Boca Juniors        | 79 - 72 | Hispano Americano  | Luis Conde                | 16 de enero | 20:00 |
| Atenas              | 78 - 92 | San Lorenzo (BA)   | Carlos Cerutti            | 16 de enero | 21:30 |
| La Unión de Formosa | 87 - 72 | Echagüe            | Cincuentenario            | 16 de enero | 22:00 |
| Peñarol             | 80 - 77 | Quimsa             | Islas Malvinas            | 17 de enero | 21:00 |
| Argentino (J)       | 70 - 57 | Estudiantes (C)    | El Fortín de las Morochas | 17 de enero | 21:30 |
| Ferro (BA)          | 83 - 73 | Regatas Corrientes | Héctor Etchart            | 17 de enero | 22:00 |
| Obras Basket        | 84 - 92 | Hispano Americano  | Obras Sanitarias          | 18 de enero | 20:00 |
| San Martín (C)      | 99 - 71 | Echagüe            | El Gigante Rojinegro      | 18 de enero | 21:30 |
| Bahía Basket        | 80 - 76 | Quimsa             | Osvaldo Casanova          | 19 de enero | 20:30 |
| San Lorenzo (BA)    | 99 - 79 | Estudiantes (C)    | Roberto Pando             | 19 de enero | 21:30 |
| Instituto           | 89 - 60 | Atenas             | Ángel Sandrín             | 20 de enero | 21:00 |
| Peñarol             | 73 - 69 | Gimnasia (CR)      | Islas Malvinas            | 20 de enero | 21:30 |
| Regatas Corrientes  | 95 - 83 | Echagüe            | José Jorge Contte         | 20 de enero | 21:30 |
| Obras Basket        | 80 - 71 | Estudiantes (C)    | Obras Sanitarias          | 21 de enero | 20:00 |
| Hispano Americano   | 80 - 94 | Libertad           | Boxing Club               | 21 de enero | 20:00 |
| Ciclista Olímpico   | 89 - 69 | Ferro (BA)         | Vicente Rosales           | 21 de enero | 22:00 |
| Quilmes             | 96 - 88 | Gimnasia (CR)      | Islas Malvinas            | 22 de enero | 21:00 |

| Obras Basket        | 82 - 67  | Libertad       | Obras Sanitarias       | 23 de enero | 20:00 |
| Quimsa              | 89 - 90  | Ferro (BA)     | Ciudad                 | 23 de enero | 22:00 |
| Bahía Basket        | 77 - 61  | Gimnasia (CR)  | Osvaldo Casanova       | 24 de enero | 21:00 |
| Peñarol             | 88 - 82  | Instituto      | Islas Malvinas         | 24 de enero | 21:00 |
| Estudiantes (C)     | 84 - 76  | Boca Juniors   | El Gigante Verde       | 24 de enero | 21:30 |
| San Lorenzo (BA)    | 104 - 73 | Libertad       | Roberto Pando          | 25 de enero | 21:00 |
| San Martín (C)      | 86 - 71  | Argentino (J)  | El Gigante Rojinegro   | 25 de enero | 21:30 |
| Echagüe             | 96 - 72  | Boca Juniors   | Luis Butta             | 26 de enero | 21:00 |
| Quilmes             | 87 - 94  | Instituto      | Islas Malvinas         | 26 de enero | 21:00 |
| San Lorenzo         | 91 - 76  | Bahía Basket   | Roberto Pando          | 27 de enero | 21:00 |
| Gimnasia (CR)       | 87 - 80  | Obras Basket   | Socios Fundadores      | 27 de enero | 21:30 |
| Atenas              | 85 - 77  | Peñarol        | Carlos Cerutti         | 27 de enero | 21:30 |
| Regatas Corrientes  | 100 - 83 | Argentino (J)  | José Jorge Contte      | 27 de enero | 21:30 |
| Libertad            | 84 - 73  | Boca Juniors   | El Hogar de los Tigres | 28 de enero | 21:30 |
| Ciclista Olímpico   | 90 - 85  | San Martín (C) | Vicente Rosales        | 28 de enero | 22:00 |
| Instituto           | 96 - 85  | Peñarol        | Ángel Sandrín          | 29 de enero | 21:00 |
| Hispano Americano   | 76 - 87  | Bahía Basket   | Boxing Club            | 29 de enero | 21:00 |
| La Unión de Formosa | 72 - 65  | Argentino (J)  | Cincuentenario         | 29 de enero | 21:30 |

| Quilmes             | 88 - 99  | Ferro (BA)          | Islas Malvinas            | 30 de enero  | 21:00 |
| Estudiantes (C)     | 95 - 64  | Echagüe             | El Gigante Verde          | 30 de enero  | 21:30 |
| Quimsa              | 88 - 76  | San Martín (C)      | Ciudad                    | 30 de enero  | 22:00 |
| Boca Juniors        | 60 - 67  | Bahía Basket        | Luis Conde                | 31 de enero  | 20:00 |
| Instituto           | 84 - 81  | Gimnasia (CR)       | Ángel Sandrín             | 31 de enero  | 21:00 |
| Peñarol             | 73 - 75  | Ferro (BA)          | Islas Malvinas            | 1 de febrero | 21:00 |
| La Unión de Formosa | 70 - 74  | Obras Basket        | Cincuentenario            | 1 de febrero | 22:00 |
| Estudiantes (C)     | 79 - 78  | Quilmes             | El Gigante Verde          | 2 de febrero | 21:30 |
| Atenas              | 75 - 81  | Gimnasia (CR)       | Carlos Cerutti            | 2 de febrero | 21:30 |
| San Martín (C)      | 87 - 60  | Obras Basket        | El Gigante Rojinegro      | 3 de febrero | 21:30 |
| Argentino (J)       | 83 - 91  | Instituto           | El Fortín de las Morochas | 3 de febrero | 21:30 |
| Echagüe             | 62 - 90  | Quilmes             | Luis Butta                | 4 de febrero | 21:30 |
| Estudiantes (C)     | 94 - 65  | La Unión de Formosa | El Gigante Verde          | 4 de febrero | 21:30 |
| Ciclista Olímpíco   | 90 - 72  | Boca Juniors        | Vicente Rosales           | 4 de febrero | 22:00 |
| Bahía Basket        | 74 - 88  | Instituto           | Osvaldo Casanova          | 5 de febrero | 20:30 |
| Regatas Corrientes  | 100 - 83 | Obras Basket        | José Jorge Contte         | 5 de febrero | 21:30 |

| Echagüe             | 89 - 94  | La Unión de Formosa | Luis Butta             | 6 de febrero  | 21:00 |
| Libertad            | 78 - 73  | Quilmes             | El Hogar de los Tigres | 6 de febrero  | 21:30 |
| Atenas              | 75 - 87  | San Martín (C)      | Carlos Cerutti         | 6 de febrero  | 21:30 |
| Quimsa              | 94 - 76  | Boca Juniors        | Ciudad                 | 6 de febrero  | 22:00 |
| Peñarol             | 76 - 81  | Hispano Americano   | Islas Malvinas         | 7 de febrero  | 21:00 |
| Ferro (BA)          | 67 - 76  | Estudiantes (C)     | Héctor Etchart         | 7 de febrero  | 21:00 |
| Ciclista Olímpico   | 76 - 71  | Argentino (J)       | Vicente Rosales        | 7 de febrero  | 22:00 |
| Instituto           | 85 - 83  | San Martín (C)      | Ángel Sandrín          | 8 de febrero  | 21:00 |
| Libertad            | 84 - 62  | La Unión de Formosa | El Hogar de los Tigres | 8 de febrero  | 21:30 |
| Obras Basket        | 83 - 61  | Ferro (BA)          | Antonio Rotili         | 9 de febrero  | 20:00 |
| Boca Juniors        | 69 - 74  | Estudiantes (C)     | Luis Conde             | 9 de febrero  | 21:00 |
| Quilmes             | 100 - 83 | Hispano Americano   | Islas Malvinas         | 9 de febrero  | 21:00 |
| Gimnasia (CR)       | 77 - 79  | San Lorenzo (BA)    | Socios Fundadores      | 9 de febrero  | 21:30 |
| Quimsa              | 78 - 56  | Argentino (J)       | Ciudad                 | 9 de febrero  | 22:00 |
| Libertad            | 72 - 80  | San Martín (C)      | El Hogar de los Tigres | 10 de febrero | 21:30 |
| Boca Juniors        | 73 - 60  | San Lorenzo (BA)    | Luis Conde             | 12 de febrero | 21:00 |
| Hispano Americano   | 95 - 92  | Obras Basket        | Boxing Club            | 12 de febrero | 21:00 |
| Atenas              | 86 - 89  | Quimsa              | Carlos Cerutti         | 12 de febrero | 21:30 |
| La Unión de Formosa | 78 - 76  | Regatas Corrientes  | Cincuentenario         | 12 de febrero | 21:30 |

| Ferro (BA)         | 99 - 81  | Gimnasia (CR)       | Héctor Etchart            | 13 de febrero | 21:00 |
| Estudiantes (C)    | 85 - 73  | Libertad            | El Gigante Verde          | 13 de febrero | 21:30 |
| Instituto          | 78 - 93  | Quimsa              | Ángel Sandrín             | 14 de febrero | 21:00 |
| Obras Basket       | 75 - 79  | Gimnasia (CR)       | Obras Sanitarias          | 15 de febrero | 20:00 |
| Echagüe            | 90 - 95  | Libertad            | Luis Butta                | 15 de febrero | 21:00 |
| Peñarol            | 58 - 80  | Bahía Basket        | Islas Malvinas            | 15 de febrero | 21:30 |
| Estudiantes (C)    | 69 - 80  | San Lorenzo (BA)    | El Gigante Verde          | 15 de febrero | 21:30 |
| Ciclista Olímpico  | 70 - 83  | La Unión de Formosa | Vicente Rosales           | 15 de febrero | 22:00 |
| San Martín (C)     | 101 - 81 | Hispano Americano   | El Gigante Rojinegro      | 16 de febrero | 21:30 |
| Quilmes            | 75 - 68  | Bahía Basket        | Islas Malvinas            | 17 de febrero | 21:30 |
| Echagüe            | 74 - 85  | San Lorenzo (BA)    | Luis Butta                | 17 de febrero | 21:30 |
| Argentino (J)      | 78 - 67  | Gimnasia (CR)       | El Fortín de las Morochas | 17 de febrero | 21:30 |
| Quimsa             | 99 - 87  | La Unión de Formosa | Ciudad                    | 17 de febrero | 22:00 |
| Boca Juniors       | 89 - 86  | Ciclista Olímpico   | Luis Conde                | 18 de febrero | 20:00 |
| Estudiantes (C)    | 89 - 71  | Peñarol             | El Gigante Verde          | 18 de febrero | 21:30 |
| Regatas Corrientes | 107 - 93 | Hispano Americano   | José Jorge Contte         | 18 de febrero | 21:30 |
| Libertad           | 84 - 53  | San Lorenzo (BA)    | El Hogar de los Tigres    | 19 de febrero | 21:00 |
| San Martín (C)     | 83 - 80  | Atenas              | El Gigante Rojinegro      | 19 de febrero | 21:30 |

| Obras Basket        | 92 - 90  | Ciclista Olímpico | Luis Conde             | 20 de febrero | 20:00 |
| Echagüe             | 71 - 69  | Peñarol           | Luis Butta             | 20 de febrero | 21:00 |
| La Unión de Formosa | 74 - 84  | Hispano Americano | Cincuentenario         | 20 de febrero | 22:00 |
| Ferro (BA)          | 74 - 60  | Instituto         | Héctor Etchart         | 21 de febrero | 21:00 |
| Regatas Corrientes  | 96 - 77  | Atenas            | José Jorge Contte      | 21 de febrero | 21:30 |
| Boca Juniors        | 87 - 86  | Obras Sanitarias  | Luis Conde             | 22 de febrero | 21:00 |
| Libertad            | 85 - 66  | Peñarol           | El Hogar de los Tigres | 22 de febrero | 21:30 |
| Gimnasia (CR)       | 74 - 70  | Ciclista Olímpico | Socios Fundadores      | 22 de febrero | 21:30 |
| San Lorenzo (BA)    | 82 - 91  | Instituto         | Roberto Pando          | 23 de febrero | 21:00 |
| Hispano Americano   | 75 - 77  | Argentino (J)     | Boxing Club            | 23 de febrero | 21:00 |
| Quimsa              | 93 - 68  | Echagüe           | Ciudad                 | 23 de febrero | 22:00 |
| San Lorenzo (BA)    | 83 - 85  | Ferro (BA)        | Roberto Pando          | 25 de febrero | 21:00 |
| Bahía Basket        | 69 - 60  | Boca Juniors      | Osvaldo Casanova       | 25 de febrero | 21:00 |
| Hispano Americano   | 90 - 95  | Instituto         | Boxing Club            | 25 de febrero | 21:00 |
| Quimsa              | 73 - 80  | Estudiantes (C)   | Ciudad                 | 25 de febrero | 21:00 |
| Gimnasia (CR)       | 84 - 74  | Argentino (J)     | Socios Fundadores      | 25 de febrero | 21:30 |
| Ciclista Olímpico   | 101 - 64 | Echagüe           | Vicente Rosales        | 25 de febrero | 22:00 |

| Peñarol             | 89 - 71   | Boca Juniors       | Islas Malvinas            | 27 de febrero | 21:00 |
| Atenas              | 90 - 71   | Obras Basket       | Carlos Cerutti            | 27 de febrero | 21:30 |
| Ciclista Olímpico   | 82 - 49   | Estudiantes (C)    | Vicente Rosales           | 27 de febrero | 22:00 |
| Echagüe             | 74 - 79   | San Martín (C)     | Luis Butta                | 28 de febrero | 21:00 |
| Gimnasia (CR)       | 94 - 80   | Ferro (BA)         | Socios Fundadores         | 28 de febrero | 21:30 |
| Quilmes             | 102 - 100 | Boca Juniors       | Islas Malvinas            | 1 de marzo    | 21:00 |
| Instituto           | 95 - 97   | Obras Basket       | Ángel Sandrín             | 1 de marzo    | 21:00 |
| Ciclista Olímpico   | 67 - 61   | Libertad           | Vicente Rosales           | 1 de marzo    | 22:00 |
| Hispano Americano   | 92 - 67   | Regatas Corrientes | Boxing Club               | 2 de marzo    | 21:00 |
| Estudiantes (C)     | 83 - 78   | San Martín (C)     | El Gigante Verde          | 2 de marzo    | 21:00 |
| Argentino (J)       | 68 - 43   | Ferro (BA)         | El Fortín de las Morochas | 3 de marzo    | 21:30 |
| Quilmes             | 78 - 61   | Peñarol            | Islas Malvinas            | 3 de marzo    | 21:30 |
| La Unión de Formosa | 85 - 73   | Gimnasia (CR)      | Cincuentenario            | 3 de marzo    | 22:00 |
| Quimsa              | 83 - 82   | Libertad           | Ciudad                    | 3 de marzo    | 22:00 |
| Obras Basket        | 74 - 79   | Regatas Corrientes | Obras Sanitarias          | 4 de marzo    | 21:00 |
| Peñarol             | 84 - 88   | Ciclista Olímpico  | Vicente Rosales           | 5 de marzo    | 20:00 |
| Echagüe             | 74 - 78   | Atenas             | Luis Butta                | 5 de marzo    | 21:00 |
| San Martín (C)      | 81 - 67   | Gimnasia (CR)      | El Gigante Rojinegro      | 5 de marzo    | 21:30 |

| La Unión de Formosa | 89 - 77   | Quimsa              | Cincuentenario            | 6 de marzo  | 22:00 |
| Ferro (BA)          | 71 - 70   | Boca Juniors        | Héctor Etchart            | 7 de marzo  | 21:00 |
| Quilmes             | 84 - 80   | Ciclista Olímpico   | Islas Malvinas            | 7 de marzo  | 21:00 |
| Estudiantes (C)     | 77 - 71   | Atenas              | El Gigante Verde          | 7 de marzo  | 21:30 |
| Argentino (J)       | 87 - 70   | Hispano Americano   | El Fortín de las Morochas | 7 de marzo  | 21:30 |
| Regatas Corrientes  | 88 - 76   | Gimnasia (CR)       | José Jorge Contte         | 7 de marzo  | 21:30 |
| San Martín (C)      | 93 - 78   | Quimsa              | El Gigante Rojinegro      | 8 de marzo  | 21:00 |
| San Lorenzo (BA)    | 91 - 80   | Hispano Americano   | Roberto Pando             | 9 de marzo  | 21:00 |
| Boca Juniors        | 103 - 87  | La Unión de Formosa | Luis Conde                | 9 de marzo  | 21:00 |
| Bahía Basket        | 69 - 80   | Ciclista Olímpico   | Osvaldo Casanova          | 9 de marzo  | 21:00 |
| Obras Basket        | 78 - 75   | Argentino (J)       | Obras Sanitarias          | 10 de marzo | 20:00 |
| Libertad            | 86 - 77   | Instituto           | El Hogar de los Tigres    | 10 de marzo | 21:00 |
| Regatas Corrientes  | 94 - 82   | Quimsa              | José Jorge Contte         | 10 de marzo | 21:30 |
| San Lorenzo (BA)    | 88 - 64   | La Unión de Formosa | Roberto Pando             | 11 de marzo | 20:00 |
| Ferro (BA)          | 64 - 66   | Argentino (J)       | Héctor Etchart            | 12 de marzo | 20:00 |
| Echagüe             | 109 - 100 | Instituto           | Luis Butta                | 12 de marzo | 21:00 |

| Obras Basket        | 94 - 71  | Bahía Basket        | Obras Sanitarias          | 13 de marzo | 20:00 |
| Regatas Corrientes  | 89 - 91  | Peñarol             | José Jorge Contte         | 13 de marzo | 21:30 |
| Gimnasia (CR)       | 99 - 95  | La Unión de Formosa | Socios Fundadores         | 13 de marzo | 21:30 |
| Quimsa              | 91 - 80  | Atenas              | Ciudad                    | 13 de marzo | 22:00 |
| Estudiantes (C)     | 78 - 71  | Instituto           | El Gigante Verde          | 14 de marzo | 21:30 |
| Boca Juniors        | 70 - 79  | Quilmes             | Luis Conde                | 15 de marzo | 21:00 |
| San Martín (C)      | 71 - 65  | Peñarol             | El Gigante Rojinegro      | 15 de marzo | 21:30 |
| Ferro (BA)          | 70 - 66  | San Lorenzo (BA)    | Héctor Etchart            | 15 de marzo | 22:00 |
| Ciclista Olímpico   | 96 - 74  | Atenas              | Vicente Rosales           | 15 de marzo | 22:00 |
| Obras Basket        | 116 - 89 | Quimsa              | Obras Sanitarias          | 16 de marzo | 21:00 |
| Ferro (BA)          | 76 - 69  | Quilmes             | Héctor Etchart            | 17 de marzo | 21:00 |
| Libertad            | 72 - 81  | Estudiantes (C)     | El Hogar de los Tigres    | 17 de marzo | 21:30 |
| La Unión de Formosa | 73 - 70  | Peñarol             | Cincuentenario            | 17 de marzo | 22:00 |
| Boca Juniors        | 98 - 92  | Quimsa              | Luis Conde                | 18 de marzo | 20:00 |
| Argentino (J)       | 84 - 87  | Regatas Corrientes  | El Fortín de las Morochas | 18 de marzo | 21:30 |
| Hispano Americano   | 92 - 83  | Quilmes             | Boxing Club               | 19 de marzo | 20:00 |
| Instituto           | 76 - 69  | Estudiantes (C)     | Ángel Sandrín             | 19 de marzo | 21:00 |

| Boca Juniros       | 64 - 84 | Regatas Corrientes  | Luis Conde                | 20 de marzo | 21:00 |
| Gimnasia (CR)      | 94 - 80 | Quimsa              | Socios Fundadores         | 20 de marzo | 21:30 |
| Argentino (J)      | 84 - 72 | La Unión de Formosa | El Fortín de las Morochas | 20 de marzo | 21:30 |
| Hispano Americano  | 88 - 87 | Echagüe             | Boxing Club               | 21 de marzo | 21:00 |
| Atenas             | 95 - 94 | Estudiantes (C)     | Carlos Cerutti            | 21 de marzo | 21:30 |
| San Lorenzo (BA)   | 99 - 86 | Regatas Corrientes  | Roberto Pando             | 22 de marzo | 21:00 |
| Bahía Basket       | 99 - 63 | La Unión de Formosa | Osvaldo Casanova          | 22 de marzo | 21:00 |
| Ciclista Olímpico  | 83 - 81 | Instituto           | Vicente Rosales           | 22 de marzo | 22:00 |
| Peñarol            | 74 - 83 | Argentino (J)       | Islas Malvinas            | 23 de marzo | 21:00 |
| San Martín (C)     | 77 - 65 | Ferro (BA)          | El Gigante Rojinegro      | 23 de marzo | 21:30 |
| Gimnasia (CR)      | 97 - 80 | Echagüe             | Socios Fundadores         | 23 de marzo | 21:30 |
| Quimsa             | 75 - 80 | Instituto           | Ciudad                    | 24 de marzo | 22:00 |
| Regatas Corrientes | 92 - 95 | Ferro (BA)          | José Jorge Contte         | 25 de marzo | 20:00 |
| Libertad           | 84 - 78 | Obras Basket        | El Hogar de los Tigres    | 25 de marzo | 21:30 |
| Quilmes            | 94 - 97 | Argentino (J)       | Islas Malvinas            | 25 de marzo | 21:30 |
| Atenas             | 76 - 75 | Boca Juniors        | Carlos Cerutti            | 25 de marzo | 22:00 |
| Hispano Americano  | 81 - 68 | San Lorenzo (BA)    | Boxing Club               | 26 de marzo | 20:00 |
| Quimsa             | 65 - 64 | Peñarol             | Ciudad                    | 26 de marzo | 21:00 |

| Echagüe             | 88 - 79  | Obras Basket        | Luis Butta                | 27 de marzo | 21:00 |
| Instituto           | 87 - 83  | Boca Juniors        | Ángel Sandrín             | 27 de marzo | 21:00 |
| Bahía Basket        | 108 - 65 | Argentino (J)       | Osvaldo Casanova          | 27 de marzo | 21:00 |
| La Unión de Formosa | 85 - 70  | Ferro (BA)          | Cincuentenario            | 27 de marzo | 22:00 |
| Atenas              | 86 - 71  | Libertad            | Carlos Cerutti            | 28 de marzo | 21:30 |
| Ciclista Olímpico   | 86 - 72  | Peñarol             | Vicente Rosales           | 28 de marzo | 22:00 |
| Estudiantes (C)     | 81 - 69  | Gimnasia (CR)       | El Gigante Verde          | 29 de marzo | 21:00 |
| Quilmes             | 70 - 79  | San Martín (C)      | Islas Malvinas            | 29 de marzo | 21:00 |
| San Lorenzo (BA)    | 90 - 84  | Quimsa              | Roberto Pando             | 30 de marzo | 21:00 |
| Instituto           | 84 - 94  | Libertad            | Ángel Sandrín             | 30 de marzo | 21:00 |
| Bahía Basket        | 80 - 82  | Regatas Corrientes  | Osvaldo Casanova          | 30 de marzo | 21:30 |
| Atenas              | 75 - 68  | La Unión de Formosa | Carlos Cerutti            | 30 de marzo | 21:30 |
| Obras Basket        | 94 - 93  | Boca Juniors        | Obras Sanitarias          | 31 de marzo | 20:00 |
| Peñarol             | 80 - 70  | San Martín (C)      | Islas Malvinas            | 31 de marzo | 21:00 |
| Echagüe             | 82 - 91  | Gimnasia (CR)       | Luis Butta                | 31 de marzo | 21:30 |
| Hispano Americano   | 93 - 69  | Quimsa              | Boxing Club               | 1 de abril  | 20:00 |
| Quilmes             | 89 - 96  | Regatas Corrientes  | Islas Malvinas            | 1 de abril  | 21:00 |
| Instituto           | 80 - 72  | La Unión de Formosa | Ángel Sandrín             | 1 de abril  | 21:00 |
| Libertad            | 60 - 67  | Gimnasia (CR)       | El Hogar de los Tigres    | 2 de abril  | 21:00 |
| Boca Juniors        | 88 - 86  | San Martín (C)      | Luis Conde                | 2 de abril  | 21:00 |
| Argentino (J)       | 82 - 57  | Bahía Basket        | El Fortín de las Morochas | 2 de abril  |       |
| Ciclista Olímpico   | 73 - 65  | San Lorenzo (BA)    | Vicente Rosales           | 2 de abril  | 22:00 |

| Peñarol             | 77 - 76  | Regatas Corrientes | Islas Malvinas       | 3 de abril | 21:00 |
| Echagüe             | 81 - 106 | Estudiantes (C)    | Luis Butta           | 3 de abril | 21:00 |
| Ferro (BA)          | 75 - 65  | Bahía Basket       | Héctor Etchart       | 4 de abril | 21:00 |
| La Unión de Formosa | 67 - 74  | Quilmes            | Cincuentenario       | 4 de abril | 22:00 |
| Quimsa              | 63 - 75  | San Lorenzo (BA)   | Ciudad               | 4 de abril | 22:00 |
| Ciclista Olímpico   | 69 - 72  | Hispano Americano  | Vicente Rosales      | 5 de abril | 22:00 |
| Ferro (BA)          | 83 - 76  | Atenas             | Héctor Etchart       | 6 de abril | 21:00 |
| Regatas Corrientes  | 81 - 75  | Quilmes            | José Jorge Contte    | 6 de abril | 21:30 |
| Gimnasia (CR)       | 76 - 77  | Bahía Basket       | Socios Fundadores    | 6 de abril | 21:30 |
| San Martín (C)      | 77 - 65  | Libertad           | El Gigante Rojinegro | 6 de abril | 21:30 |
| Estudiantes (C)     | 60 - 64  | Obras Basket       | El Gigante Verde     | 7 de abril | 21:30 |
| Quimsa              | 89 - 74  | Hispano Americano  | Ciudad               | 7 de abril | 22:00 |
| San Lorenzo (BA)    | 99 - 100 | Atenas             | Roberto Pando        | 8 de abril | 21:00 |
| San Martín (C)      | 86 - 76  | Quilmes            | El Gigante Rojinegro | 8 de abril | 21:30 |
| La Unión de Formosa | 78 - 69  | Ciclista Olímpico  | Cincuentenario       | 8 de abril | 21:30 |
| Regatas Corrientes  | 79 - 92  | Libertad           | José Jorge Contte    | 8 de abril | 21:30 |
| Instituto           | 91 - 97  | Ferro (BA)         | Ángel Sandrín        | 9 de abril | 21:00 |

| San Lorenzo (BA)    | 95 - 67  | Argentino (J)     | Roberto Pando             | 10 de abril | 21:00 |
| Bahía Basket        | 88 - 63  | Echagüe           | Osvaldo Casanova          | 10 de abril | 21:00 |
| San Martín (C)      | 79 - 89  | Ciclista Olímpico | El Gigante Rojinegro      | 10 de abril | 21:30 |
| La Unión de Formosa | 88 - 89  | Libertad          | Cincuentenario            | 10 de abril | 22:00 |
| Hispano Americano   | 67 - 75  | Estudiantes (C)   | Boxing Club               | 11 de abril | 21:00 |
| Atenas              | 66 - 77  | Ferro (BA)        | Carlos Cerutti            | 11 de abril | 21:30 |
| Boca Juniors        | 74 - 78  | Argentino (J)     | Luis Conde                | 12 de abril | 21:00 |
| Peñarol             | 86 - 68  | Echagüe           | Islas Malvinas            | 12 de abril | 21:00 |
| Regatas Corrientes  | 94 - 79  | Ciclista Olímpico | José Jorge Contte         | 12 de abril | 21:30 |
| San Lorenzo (BA)    | 90 - 80  | Obras Basket      | Roberto Pando             | 13 de abril | 21:00 |
| Gimnasia (CR)       | 84 - 92  | Estudiantes (C)   | Socios Fundadores         | 13 de abril | 21:30 |
| Libertad            | 82 - 67  | Bahía Basket      | El Hogar de los Tigres    | 14 de abril | 21:30 |
| Quilmes             | 106 - 77 | Echagüe           | Islas Malvinas            | 14 de abril | 21:30 |
| Regatas Corrientes  | 90 - 65  | San Martín (C)    | José Jorge Contte         | 14 de abril | 21:30 |
| La Unión de Formosa | 81 - 90  | Atenas            | Cincuentenario            | 14 de abril | 22:00 |
| Ciclista Olímpico   | 89 - 88  | Quimsa            | Vicente Rosales           | 15 de abril | 22:00 |
| Estudiantes (C)     | 75 - 56  | Bahía Basket      | El Gigante Verde          | 16 de abril | 21:00 |
| Libertad            | 101 - 88 | Atenas            | El Hogar de los Tigres    | 16 de abril | 21:00 |
| Argentino (J)       | 70 - 61  | San Lorenzo (BA)  | El Fortín de las Morochas | 16 de abril | 21:30 |

| Obras Basket      | 77 - 84  | San Martín (C)      | Obras Sanitarias          | 17 de abril | 20:00 |
| Boca Juniors      | 82 - 77  | Peñarol             | Luis Conde                | 17 de abril | 21:00 |
| Ferro (BA)        | 73 - 69  | La Unión de Formosa | Héctor Etchart            | 17 de abril | 21:00 |
| Instituto         | 68 - 84  | Quilmes             | Ángel Sandrín             | 17 de abril | 21:00 |
| Echagüe           | 75 - 91  | Bahía Basket        | Luis Butta                | 18 de abril | 21:00 |
| Obras Basket      | 102 - 77 | La Unión de Formosa | Obras Sanitarias          | 19 de abril | 20:00 |
| Ferro (BA)        | 63 - 80  | Peñarol             | Héctor Etchart            | 19 de abril | 21:00 |
| Argentino (J)     | 65 - 78  | San Martín (C)      | El Fortín de las Morochas | 19 de abril | 21:00 |
| Atenas            | 97 - 102 | Quilmes             | Carlos Cerutti            | 19 de abril | 21:30 |
| Quimsa            | 73 - 81  | Regatas Corrientes  | Ciudad                    | 19 de abril | 22:00 |
| San Lorenzo (BA)  | 96 - 67  | Echagüe             | Roberto Pando             | 20 de abril | 22:00 |
| Bahía Basket      | 82 - 70  | San Martín (C)      | Osvaldo Casanova          | 21 de abril | 20:00 |
| Hispano Americano | 71 - 69  | La Unión de Formosa | Boxing Club               | 21 de abril | 21:00 |
| Argentino (J)     | 90 - 80  | Libertad            | El Fortín de las Morochas | 21 de abril | 21:00 |
| Gimnasia (CR)     | 73 - 84  | Peñarol             | Socios Fundadores         | 21 de abril | 21:30 |
| Ciclista Olímpico | 90 - 88  | Regatas Corrientes  | Vicente Rosales           | 21 de abril | 22:00 |
| Boca Juniors      | 91 - 89  | Echagüe             | Luis Conde                | 22 de abril | 20:00 |
| Hispano Americano | 100 - 88 | Atenas              | Boxing Club               | 23 de abril | 20:00 |
| Bahía Basket      | 79 - 73  | Libertad            | Osvaldo Casanova          | 23 de abril | 20:00 |
| Estudiantes (C)   | 78 - 66  | Ferro (BA)          | El Gigante Verde          | 23 de abril | 21:30 |

| Quilmes             | 80 - 88   | San Lorenzo (BA)  | Islas Malvinas         | 24 de abril | 21:00 |
| Regatas Corrientes  | 96 - 99   | Instituto         | José Jorge Contte      | 24 de abril | 21:30 |
| Echagüe             | 72 - 76   | Ferro (BA)        | Luis Butta             | 25 de abril | 21:00 |
| Boca Juniors        | 114 - 103 | Atenas            | Luis Conde             | 25 de abril | 21:00 |
| Estudiantes (C)     | 72 - 58   | Argentino (J)     | El Gigante Verde       | 25 de abril | 21:30 |
| Ciclista Olímpico   | 70 - 66   | Gimnasia (CR)     | Vicente Rosales        | 25 de abril | 22:00 |
| Bahía Basket        | 89 - 98   | Obras Sanitarias  | Osvaldo Casanova       | 25 de abril | 22:00 |
| Peñarol             | 53 - 82   | San Lorenzo (BA)  | Islas Malvinas         | 26 de abril | 21:00 |
| San Martín (C)      | 78 - 61   | Instituto         | El Gigante Rojinegro   | 26 de abril | 21:30 |
| Quilmes             | 80 - 77   | Obras Basket      | Islas Malvinas         | 27 de abril | 21:00 |
| Echagüe             | 74 - 78   | Argentino (J)     | Luis Butta             | 27 de abril | 21:00 |
| Libertad            | 80 - 68   | Ferro (BA)        | El Hogar de los Tigres | 27 de abril | 21:30 |
| Quimsa              | 87 - 89   | Gimnasia (CR)     | Ciudad                 | 27 de abril | 22:00 |
| La Unión de Formosa | 84 - 86   | Instituto         | Cincuentenario         | 28 de abril | 22:00 |
| Peñarol             | 71 - 67   | Obras Basket      | Islas Malvinas         | 29 de abril | 20:00 |
| Atenas              | 95 - 87   | Bahía Basket      | Carlos Cerutti         | 29 de abril | 20:30 |
| Libertad            | 76 - 66   | Argentino (J)     | El Hogar de los Tigres | 29 de abril | 21:30 |
| Estudiantes (C)     | 84 - 79   | Hispano Americano | El Gigante Verde       | 29 de abril | 21:30 |
| San Martín (C)      | 99 - 71   | Boca Juniors      | El Gigante Rojinegro   | 29 de abril | 21:30 |
| Ferro (BA)          | 74 - 65   | Ciclista Olímpico | Héctor Etchart         | 30 de abril | 20:00 |

| Instituto           | 82 - 97  | Bahía Basket       | Ángel Sandrín             | 1 de mayo | 21:00 |
| Echagüe             | 66 - 88  | Hispano Americano  | Luis Butta                | 1 de mayo | 21:00 |
| Regatas Corrientes  | 95 - 79  | Boca Juniors       | José Jorge Contte         | 1 de mayo | 21:00 |
| Obras Basket        | 86 - 97  | Atenas             | Obras Sanitarias          | 2 de mayo | 20:00 |
| San Lorenzo (BA)    | 88 - 65  | Quilmes            | Roberto Pando             | 2 de mayo | 21:00 |
| Argentino (J)       | 82 - 71  | Ciclista Olímpico  | El Fortín de las Morochas | 2 de mayo | 21:00 |
| Gimnasia (CR)       | 85 - 93  | San Martín (C)     | Socios Fundadores         | 2 de mayo | 21:30 |
| Libertad            | 75 - 72  | Hispano Americano  | El Hogar de los Tigres    | 3 de mayo | 21:30 |
| Quimsa              | 107 - 86 | Bahía Basket       | Ciudad                    | 3 de mayo | 22:00 |
| La Unión de Formosa | 95 - 80  | Boca Juniors       | Cincuentenario            | 3 de mayo | 22:00 |
| Obras Basket        | 79 - 90  | Quilmes            | Obras Sanitarias          | 4 de mayo | 20:00 |
| San Lorenzo (BA)    | 78 - 72  | San Martín (C)     | Roberto Pando             | 4 de mayo | 21:00 |
| Gimnasia (CR)       | 99 - 79  | Atenas             | Socios Fundadores         | 4 de mayo | 21:30 |
| Instituto           | 86 - 88  | Regatas Corrientes | Ángel Sandrín             | 5 de mayo | 21:00 |
| Ciclista Olímpico   | 93 - 74  | Bahía Basket       | Vicente Rosales           | 5 de mayo | 22:00 |
| Hispano Americano   | 98 - 80  | Ferro (BA)         | Boxing Club               | 6 de mayo | 20:00 |
| Gimnasia (CR)       | 83 - 59  | Quilmes            | Socios Fundadores         | 6 de mayo | 21:30 |
| Peñarol             | 70 - 67  | Libertad           | Islas Malvinas            | 7 de mayo | 20:00 |
| Argentino (J)       | 77 - 75  | Quimsa             | El Fortín de las Morochas | 7 de mayo | 20:30 |
| Instituto           | 87 - 73  | Echagüe            | Ángel Sandrín             | 7 de mayo | 21:00 |
| Atenas              | 126 - 91 | Regatas Corrientes | Carlos Cerutti            | 7 de mayo | 21:30 |

| Bahía Basket        | 60 - 81   | San Lorenzo (BA)   | Osvaldo Casanova          | 8 de mayo  | 21:00 |
| San Martín (C)      | 89 - 59   | Estudiantes (C)    | El Gigante Rojinegro      | 8 de mayo  | 21:30 |
| Ferro (BA)          | 104 - 108 | Quimsa             | Héctor Etchart            | 9 de mayo  | 21:00 |
| Quilmes             | 75 - 72   | Libertad           | Islas Malvinas            | 9 de mayo  | 21:00 |
| Atenas              | 89 - 84   | Echagüe            | Carlos Cerutti            | 9 de mayo  | 21:30 |
| Gimnasia (CR)       | 95 - 79   | Boca Juniors       | Socios Fundadores         | 10 de mayo | 21:30 |
| Regatas Corrientes  | 111 - 105 | Estudiantes (C)    | José Jorge Contte         | 10 de mayo | 21:30 |
| Bahía Basket        | 74 - 68   | Hispano Americano  | Osvaldo Casanova          | 11 de mayo | 20:30 |
| Obras Basket        | 65 - 81   | San Lorenzo (BA)   | Obras Sanitarias          | 11 de mayo | 21:00 |
| Atenas              | 95 - 102  | Instituto          | Carlos Cerutti            | 12 de mayo | 21:00 |
| San Martín (C)      | 89 - 74   | Regatas Corrientes | El Gigante Rojinegro      | 12 de mayo | 21:00 |
| Libertad            | 106 - 74  | Echagüe            | El Hogar de los Tigres    | 12 de mayo | 21:00 |
| Quimsa              | 77 - 86   | Ciclista Olímpico  | Ciudad                    | 12 de mayo | 21:00 |
| La Unión de Formosa | 72 - 81   | Estudiantes (C)    | Cincuentenario            | 12 de mayo | 21:00 |
| Argentino (J)       | 73 - 83   | Obras Basket       | El Fortín de las Morochas | 13 de mayo | 21:00 |
| Peñarol             | 77 - 74   | Quilmes            | Islas Malvinas            | 13 de mayo | 21:00 |
| Bahía Basket        | 95 - 90   | Ferro (BA)         | Osvaldo Casanova          | 13 de mayo | 21:00 |
| San Lorenzo (BA)    | 90 - 83   | Boca Juniors       | Roberto Pando             | 13 de mayo | 21:00 |
| Gimnasia (CR)       | 77 - 81   | Hispano Americano  | Socios Fundadores         | 13 de mayo | 21:00 |

## Tercera fase; permanencia
Boca Juniors - Echagüe
| 24 de mayo, 21:00 | Boca Juniors                                                          | 110–84               | Echagüe                                                     | Buenos Aires                                                                               |  |  |
|                   | Parciales: 29-16, 26-20, 34-28, 21-20                                 |                      |                                                             |                                                                                            |  |  |
|                   | Estadísticas Oscar Funes 24 Fotios Lampropoulos 12 Lucas Pérez Naim 6 | Reporte Pts Reb Asts | Estadísticas 28 Gelvis Solano 6 Devin Green 3 Gelvis Solano | Pabellón: Microestadio Luis Conde Árbitros: * Pablo Estévez * Roberto Smith * Oscar Brítez |  |  |
| Serie: 1 - 0      |                                                                       |                      |                                                             |                                                                                            |  |  |
|                   |                                                                       |                      |                                                             |                                                                                            |  |  |

| 26 de mayo, 21:00 | Boca Juniors                                                      | 90–65                | Echagüe                                                           | Buenos Aires |  |  |
|                   | Parciales: 18-15, 30-9, 25-24, 17-17                              |                      |                                                                   | |  |  |
|                   | Estadísticas Oscar Funes 22 William McDonald 7 Lucas Pérez Naim 7 | Reporte Pts Reb Asts | Estadísticas 15 Javier Ayarza 7 Derrick Caracter 6 Matías Nocedal | Pabellón: Microestadio Luis Conde Árbitros: * Daniel Rodrigo * Fabricio Vito * Alejandro Zanabone Televisión: DirecTV Sports |  |  |
| Serie: 2 - 0      |                                                                   |                      |                                                                   | |  |  |
|                   |                                                                   |                      |                                                                   | |  |  |

| 29 de mayo, 21:00 | Echagüe                                                                 | 92–66                | Boca Juniors                                                                                        | Paraná |  |  |
|                   | Parciales: 19-12, 14-20, 29-14, 30-20                                   |                      | | |  |  |
|                   | Estadísticas Devin Green 19 Caracter, Uranga y Ayarza 5 Gelvis Solano 7 | Reporte Pts Reb Asts | Estadísticas 15 Carlos Delfino 7 William McDonald 2 Pérez Naim, Gargallo, Funes, McDonald y Delfino | Pabellón: Estadio Luis Butta Árbitros: * Alejandro Chiti * Sergio Tarifeño * Rodrigo Castillo Televisión: TyC Sports |  |  |
| Serie: 1 - 2      |                                                                         |                      | | |  |  |
|                   |                                                                         |                      | | |  |  |

| 31 de mayo, 21:00 | Echagüe                                                         | 70–67                | Boca Juniors                                                             | Paraná                                                                                   |  |  |
|                   | Parciales: 20-16, 16-19, 18-18, 16-14                           |                      |                                                                          |                                                                                          |  |  |
|                   | Estadísticas Matías Nocedal 14 Sebastián Uranga 6 Devin Green 4 | Reporte Pts Reb Asts | Estadísticas 12 Cristian Amicucci 5 Cristian Amicucci 3 Nicolás Gianella | Pabellón: Estadio Luis Butta Árbitros: * Pablo Estévez * Fabricio Vito * Leandro Lezcano |  |  |
| Serie: 2 - 2      |                                                                 |                      |                                                                          |                                                                                          |  |  |
|                   |                                                                 |                      |                                                                          |                                                                                          |  |  |

| 3 de junio, 20:00 | Boca Juniors                                                       | 98–76                | Echagüe                                                      | Buenos Aires |  |  |
|                   | Parciales: 22-15, 23-17, 26-15, 27-29                              |                      |                                                              | |  |  |
|                   | Estadísticas Lucas Gargallo 22 William McDonald 9 Carlos Delfino 5 | Reporte Pts Reb Asts | Estadísticas 16 Devin Green 8 Sebastián Uranga 5 Devin Green | Pabellón: Microestadio Luis Conde Árbitros: * Alejandro Chiti * Daniel Rodrigo * Roberto Smith Televisión: TyC Sports |  |  |
| Serie: 3 - 2      |                                                                    |                      |                                                              | |  |  |
|                   |                                                                    |                      |                                                              | |  |  |

## Tercera fase; play-offs

### Cuadro
|  | Cuartos de final de conferencia | Cuartos de final de conferencia | Cuartos de final de conferencia |                   |   | Semifinales de conferencia | Semifinales de conferencia | Semifinales de conferencia |  |    | Finales de conferencia | Finales de conferencia | Finales de conferencia |  |    | Final nacional   | Final nacional | Final nacional |  |
|  |                                 |                                 |                                 |                   |   |                            |                            |                            |  |    |                        |                        |                        |  |    |                  |                |                |  |
|  |                                 |                                 |                                 |                   |   |                            |                            |                            |  |    |                        |                        |                        |  |    |                  |                |                |  |
|  |                                 |                                 |                                 |                   |   |                            |                            |                            |  |    |                        |                        |                        |  |    |                  |                |                |  |
|  |                                 |                                 |                                 |                   |   |                            |                            |                            |  |    |                        |                        |                        |  |    |                  |                |                |  |
|  |                                 |                                 |                                 |                   |   |                            |                            |                            |  |    |                        |                        |                        |  |    |                  |                |                |  |
|  |                                 | 1N                              | San Martín (C)                  | 3                 |   |                            |                            |                            |  |    |                        |                        |                        |  |    |                  |                |                |  |
|  |                                 |                                 |                                 | 3                 |   |                            |                            |                            |  |    |                        |                        |                        |  |    |                  |                |                |  |
|  |                                 |                                 | 4N                              | Ciclista Olímpico | 1 |                            |                            |                            |  |    |                        |                        |                        |  |    |                  |                |                |  |
|  | 4N                              | Ciclista Olímpico               | 4N                              | Ciclista Olímpico | 1 | 3                          |                            |                            |  |    |                        |                        |                        |  |    |                  |                |                |  |
|  | 4N                              | Ciclista Olímpico               |                                 |                   |   |                            |                            |                            |  |    |                        |                        |                        |  |    |                  |                |                |  |
|  | 5N                              | Instituto                       | 1                               |                   |   |                            |                            |                            |  |    |                        |                        |                        |  |    |                  |                |                |  |
|  | 5N                              | Instituto                       | 1                               |                   |   |                            |                            |                            |  | 1N | San Martín (C)         | 1                      |                        |  |    |                  |                |                |  |
|  |                                 |                                 |                                 |                   |   |                            |                            |                            |  | 1N | San Martín (C)         | 1                      |                        |  |    |                  |                |                |  |
|  |                                 |                                 | 3N                              | Regatas (C)       | 3 |                            |                            |                            |  |    |                        |                        |                        |  |    |                  |                |                |  |
|  |                                 |                                 | 3N                              | Regatas (C)       | 3 |                            |                            |                            |  |    |                        |                        |                        |  |    |                  |                |                |  |
|  |                                 |                                 |                                 |                   |   |                            |                            |                            |  |    |                        |                        |                        |  |    |                  |                |                |  |
|  |                                 |                                 |                                 |                   |   |                            |                            |                            |  |    |                        |                        |                        |  |    |                  |                |                |  |
|  |                                 | 2N                              | Estudiantes (C)                 | 1                 |   |                            |                            |                            |  |    |                        |                        |                        |  |    |                  |                |                |  |
|  |                                 |                                 |                                 | 1                 |   |                            |                            |                            |  |    |                        |                        |                        |  |    |                  |                |                |  |
|  |                                 |                                 | 3N                              | Regatas (C)       | 3 |                            |                            |                            |  |    |                        |                        |                        |  |    |                  |                |                |  |
|  | 3N                              | Regatas (C)                     | 3N                              | Regatas (C)       | 3 | 3                          |                            |                            |  |    |                        |                        |                        |  |    |                  |                |                |  |
|  | 3N                              | Regatas (C)                     |                                 |                   |   |                            |                            |                            |  |    |                        |                        |                        |  |    |                  |                |                |  |
|  | 6N                              | Libertad                        | 1                               |                   |   |                            |                            |                            |  |    |                        |                        |                        |  |    |                  |                |                |  |
|  | 6N                              | Libertad                        | 1                               |                   |   |                            |                            |                            |  |    |                        |                        |                        |  | 1S | San Lorenzo (BA) | 4              |                |  |
|  |                                 |                                 |                                 |                   |   |                            |                            |                            |  |    |                        |                        |                        |  | 1S | San Lorenzo (BA) | 4              |                |  |
|  |                                 |                                 | 3N                              | Regatas (C)       | 1 |                            |                            |                            |  |    |                        |                        |                        |  |    |                  |                |                |  |
|  |                                 |                                 | 3N                              | Regatas (C)       | 1 |                            |                            |                            |  |    |                        |                        |                        |  |    |                  |                |                |  |
|  |                                 |                                 |                                 |                   |   |                            |                            |                            |  |    |                        |                        |                        |  |    |                  |                |                |  |
|  |                                 |                                 |                                 |                   |   |                            |                            |                            |  |    |                        |                        |                        |  |    |                  |                |                |  |
|  |                                 | 1S                              | San Lorenzo (BA)                | 3                 |   |                            |                            |                            |  |    |                        |                        |                        |  |    |                  |                |                |  |
|  |                                 |                                 |                                 | 3                 |   |                            |                            |                            |  |    |                        |                        |                        |  |    |                  |                |                |  |
|  |                                 |                                 | 5S                              | Gimnasia (CR)     | 0 |                            |                            |                            |  |    |                        |                        |                        |  |    |                  |                |                |  |
|  | 4S                              | Argentino (J)                   | 5S                              | Gimnasia (CR)     | 0 | 1                          |                            |                            |  |    |                        |                        |                        |  |    |                  |                |                |  |
|  | 4S                              | Argentino (J)                   |                                 |                   |   |                            |                            |                            |  |    |                        |                        |                        |  |    |                  |                |                |  |
|  | 5S                              | Gimnasia (CR)                   | 3                               |                   |   |                            |                            |                            |  |    |                        |                        |                        |  |    |                  |                |                |  |
|  | 5S                              | Gimnasia (CR)                   | 3                               |                   |   |                            |                            |                            |  | 1S | San Lorenzo (BA)       | 3                      |                        |  |    |                  |                |                |  |
|  |                                 |                                 |                                 |                   |   |                            |                            |                            |  | 1S | San Lorenzo (BA)       | 3                      |                        |  |    |                  |                |                |  |
|  |                                 |                                 | 6S                              | Quilmes           | 0 |                            |                            |                            |  |    |                        |                        |                        |  |    |                  |                |                |  |
|  |                                 |                                 | 6S                              | Quilmes           | 0 |                            |                            |                            |  |    |                        |                        |                        |  |    |                  |                |                |  |
|  |                                 |                                 |                                 |                   |   |                            |                            |                            |  |    |                        |                        |                        |  |    |                  |                |                |  |
|  |                                 |                                 |                                 |                   |   |                            |                            |                            |  |    |                        |                        |                        |  |    |                  |                |                |  |
|  |                                 | 2S                              | Ferro (BA)                      | 2                 |   |                            |                            |                            |  |    |                        |                        |                        |  |    |                  |                |                |  |
|  |                                 |                                 |                                 | 2                 |   |                            |                            |                            |  |    |                        |                        |                        |  |    |                  |                |                |  |
|  |                                 |                                 | 6S                              | Quilmes           | 3 |                            |                            |                            |  |    |                        |                        |                        |  |    |                  |                |                |  |
|  | 3S                              | Bahía Basket                    | 6S                              | Quilmes           | 3 | 2                          |                            |                            |  |    |                        |                        |                        |  |    |                  |                |                |  |
|  | 3S                              | Bahía Basket                    |                                 |                   |   |                            |                            |                            |  |    |                        |                        |                        |  |    |                  |                |                |  |
|  | 6S                              | Quilmes                         | 3                               |                   |   |                            |                            |                            |  |    |                        |                        |                        |  |    |                  |                |                |  |
|  | 6S                              | Quilmes                         | 3                               |                   |   |                            |                            |                            |  |    |                        |                        |                        |  |    |                  |                |                |  |
|  |                                 |                                 |                                 |                   |   |                            |                            |                            |  |    |                        |                        |                        |  |    |                  |                |                |  |

Nota: Los equipos ubicados en la primera línea obtuvieron ventaja de localía.
Los resultados a la derecha de cada equipo representan los partidos ganados en la serie.

### Cuartos de final de conferencia

#### Conferencia norte
Regatas Corrientes - Libertad
| 22 de mayo, 21:30 | Regatas Corrientes                                             | 92–69                | Libertad                                                         | Corrientes                                                                                           |  |  |
|                   | Parciales: 19-19, 28-10, 26-21, 19-19                          |                      |                                                                  | |  |  |
|                   | Estadísticas Donald Sims 18 Santiago Vidal 7 Santiago Vidal 10 | Reporte Pts Reb Asts | Estadísticas 20 José Vildoza 6 Alejandro Alloatti 4 José Vildoza | Pabellón: Estadio José Jorge Contte Árbitros: * Alejandro Chiti * Leonardo Zalazar * Rodrio Castillo |  |  |
| Serie: 1 - 0      |                                                                |                      |                                                                  | |  |  |
|                   |                                                                |                      |                                                                  | |  |  |

| 24 de mayo, 21:00 | Regatas Corrientes                                              | 82–77                | Libertad                                                     | Corrientes |  |  |
|                   | Parciales: 26-19, 14-17, 22-24, 20-17                           |                      |                                                              | |  |  |
|                   | Estadísticas Paolo Quinteros 26 Pablo Espinoza 11 Donald Sims 5 | Reporte Pts Reb Asts | Estadísticas 25 José Vildoza 6 Juan Brussino 6 Juan Brussino | Pabellón: Estadio José Jorge Contte Árbitros: * Diego Rougier * Sergio Tarifeño * Jorge Chávez Televisión: TyC Sports |  |  |
| Serie: 2 - 0      |                                                                 |                      |                                                              | |  |  |
|                   |                                                                 |                      |                                                              | |  |  |

| 27 de mayo, 21:00 | Libertad                                                       | 93–90                | Regatas Corrientes                                             | Sunchales                                                                                       |  |  |
|                   | Parciales: 22-20, 14-13, 30-29, 27-28                          |                      |                                                                |                                                                                                 |  |  |
|                   | Estadísticas José Vildoza 29 Marcos Salgietti 7 José Vildoza 4 | Reporte Pts Reb Asts | Estadísticas 22 Donald Sims 8 Pablo Espinoza 5 Paolo Quinteros | Pabellón: El Hogar de los Tigres Árbitros: * Daniel Rodrigo * Fernando Sampietro * Fabio Alaníz |  |  |
| Serie: 1 - 2      |                                                                |                      |                                                                |                                                                                                 |  |  |
|                   |                                                                |                      |                                                                |                                                                                                 |  |  |

| 29 de mayo, 21:00 | Libertad                                                        | 76–82                | Regatas Corrientes                                                  | Sunchales                                                                                  |  |  |
|                   | Parciales: 11-21, 18-19, 18-29, 29-13                           |                      |                                                                     |                                                                                            |  |  |
|                   | Estadísticas José Vildoza 17 Jeremiah Massey 13 Juan Brussino 5 | Reporte Pts Reb Asts | Estadísticas 26 Paolo Quinteros 10 Chevon Troutman 6 Pablo Espinoza | Pabellón: El Hogar de los Tigres Árbitros: * Roberto Smith * Mario Aluz * Leonardo Zalazar |  |  |
| Serie: 1 - 3      |                                                                 |                      |                                                                     |                                                                                            |  |  |
|                   |                                                                 |                      |                                                                     |                                                                                            |  |  |

Ciclista Olímpico - Instituto
| 22 de mayo, 22:00 | Ciclista Olímpico                                                 | 78–76                | Instituto                                                                         | La Banda                                                                                    |  |  |
|                   | Parciales: 16-22, 23-11, 20-20, 19-23                             |                      |                                                                                   |                                                                                             |  |  |
|                   | Estadísticas Justin Williams 14 Justin Williams 11 Kyle Lamonte 6 | Reporte Pts Reb Asts | Estadísticas 23 John de Groat 14 Sam Clancy, Jr. 3 Rodney Green y Sam Clancy, Jr. | Pabellón: Estadio Vicente Rosales Árbitros: * Pablo Estévez * Juan Fernández * Fabio Alaníz |  |  |
| Serie: 1 - 0      |                                                                   |                      |                                                                                   |                                                                                             |  |  |
|                   |                                                                   |                      |                                                                                   |                                                                                             |  |  |

| 24 de mayo, 22:00 | Ciclista Olímpico                                                           | 89–81                | Instituto                                                        | La Banda                                                                                     |  |  |
|                   | Parciales: 24-19, 17-25, 15-14, 33-23                                       |                      |                                                                  |                                                                                              |  |  |
|                   | Estadísticas Maximiliano Stanic 20 Williams y Boccia 5 Maximiliano Stanic 9 | Reporte Pts Reb Asts | Estadísticas 26 Rodney Green 9 Sam Clancy, Jr. 5 Diego Ciorciari | Pabellón: Estadio Vicente Rosales Árbitros: * Fabricio Vito * Silvio Guzmán * Javier Mendoza |  |  |
| Serie: 2 - 0      |                                                                             |                      |                                                                  |                                                                                              |  |  |
|                   |                                                                             |                      |                                                                  |                                                                                              |  |  |

| 27 de mayo, 21:00 | Instituto                                                      | 95–88                | Ciclista Olímpico                                                          | Córdoba |  |  |
|                   | Parciales: 18-17, 20-24, 16-22, 17-18 (T.E.: 14 - 7)           |                      |                                                                            | |  |  |
|                   | Estadísticas Rodney Green 20 Sam Clancy, Jr. 11 Rodney Green 6 | Reporte Pts Reb Asts | Estadísticas 19 Federico Van Lacke 10 Justin Williams 6 Maximiliano Stanic | Pabellón: Estadio Ángel Sandrín Árbitros: * Diego Rougier * Mario Aluz * Oscar Brítez Televisión: TyC Sports |  |  |
| Serie: 1 - 2      |                                                                |                      |                                                                            | |  |  |
|                   |                                                                |                      |                                                                            | |  |  |

| 29 de mayo, 21:00 | Instituto                                                         | 80–87                | Ciclista Olímpico                                                  | Córdoba                                                                                        |  |  |
|                   | Parciales: 20-26, 19-21, 20-17, 21-23                             |                      |                                                                    |                                                                                                |  |  |
|                   | Estadísticas John De Groat 17 Sam Clancy, Jr. 8 Sam Clancy, Jr. 5 | Reporte Pts Reb Asts | Estadísticas 25 Adrian Boccia 8 Adrian Boccia 6 Maximiliano Stanic | Pabellón: Estadio Ángel Sandrín Árbitros: * Daniel Rodrigo * Fernando Sampietro * Jorge Chávez |  |  |
| Serie: 1 - 3      |                                                                   |                      |                                                                    |                                                                                                |  |  |
|                   |                                                                   |                      |                                                                    |                                                                                                |  |  |

#### Conferencia sur
Bahía Basket - Quilmes
| 22 de mayo, 22:00 | Bahía Basket                                                            | 91–50                | Quilmes                                                       | Bahía Blanca |  |  |
|                   | Parciales: 21-10, 26-13, 19-17, 25-10                                   |                      |                                                               | |  |  |
|                   | Estadísticas Anthony Johnson 18 Fjellerup y Levy 6 Fjellerup y Redivo 7 | Reporte Pts Reb Asts | Estadísticas 11 Eric Flor 6 Luca Vildoza 3 Maximiliano Maciel | Pabellón: Estadio Osvaldo Casanova Árbitros: * Roberto Smith * Sergio Tarifeño * Silvio Guzmán Televisión: TyC Sports |  |  |
| Serie: 1 - 0      |                                                                         |                      |                                                               | |  |  |
|                   |                                                                         |                      |                                                               | |  |  |

| 24 de mayo, 20:30 | Bahía Basket                                                   | 98–93                | Quilmes                                                 | Bahía Blanca                                                                                       |  |  |
|                   | Parciales: 27-22, 24-25, 22-12, 25-34                          |                      |                                                         | |  |  |
|                   | Estadísticas Lucio Redivo 35 Anthony Johnson 14 Lucio Redivo 5 | Reporte Pts Reb Asts | Estadísticas 27 Luca Vildoza 6 Luca Vildoza 5 Eric Flor | Pabellón: Estadio Osvaldo Casanova Árbitros: * Fernando Sampietro * Fabio Alaníz * Julio Dinamarca |  |  |
| Serie: 2 - 0      |                                                                |                      |                                                         | |  |  |
|                   |                                                                |                      |                                                         | |  |  |

| 27 de mayo, 20:00 | Quilmes                                                   | 92–87                | Bahía Basket                                                      | Mar del Plata                                                                                            |  |  |
|                   | Parciales: 24-21, 16-23, 25-23, 27-18                     |                      |                                                                   | |  |  |
|                   | Estadísticas Eric Flor 34 Iván Basualdo 11 Luca Vildoza 7 | Reporte Pts Reb Asts | Estadísticas 20 Jamaal Levy 13 Anthony Johnson 8 Facundo Corvalán | Pabellón: Polideportivo Islas Malvinas Árbitros: * Pablo Estévez * Leonardo Zalazar * Alejandro Zanabone |  |  |
| Serie: 1 - 2      |                                                           |                      |                                                                   | |  |  |
|                   |                                                           |                      |                                                                   | |  |  |

| 29 de mayo, 21:00 | Quilmes                                                   | 97–86                | Bahía Basket                                                  | Mar del Plata                                                                                     |  |  |
|                   | Parciales: 13-23, 23-19, 36-24, 25-20                     |                      |                                                               |                                                                                                   |  |  |
|                   | Estadísticas Luca Vildoza 39 Ariel Eslava 6 Ivory Clark 4 | Reporte Pts Reb Asts | Estadísticas 17 Anthony Johnson 10 Jamaal Levy 6 Hernán Jasen | Pabellón: Polideportivo Islas Malvinas Árbitros: * Juan Fernández * Oscar Brítez * Javier Mendoza |  |  |
| Serie: 2 - 2      |                                                           |                      |                                                               |                                                                                                   |  |  |
|                   |                                                           |                      |                                                               |                                                                                                   |  |  |

| 1 de junio, 20:30 | Bahía Basket                                                      | 77–90                | Quilmes                                                    | Bahía Blanca |  |  |
|                   | Parciales: 20-20, 23-22, 14-22, 20-26                             |                      |                                                            | |  |  |
|                   | Estadísticas Jamaal Levy 24 Anthony Johnson 15 Máximo Fjellerup 6 | Reporte Pts Reb Asts | Estadísticas 19 Luca Vildoza 7 Luca Vildoza 5 Luca Vildoza | Pabellón: Estadio Osvaldo Casanova Árbitros: * Daniel Rodrigo * Diego Rougier * Pedro Hoyo Televisión: TyC Sports |  |  |
| Serie: 2 - 3      |                                                                   |                      |                                                            | |  |  |
|                   |                                                                   |                      |                                                            | |  |  |

Argentino (Junín) - Gimnasia y Esgrima (Comodoro Rivadavia)
| 22 de mayo, 21:00 | Argentino (J)                                                    | 83–92                | Gimnasia (CR)                                                                      | Junín                                                                                          |  |  |
|                   | Parciales: 26-28, 18-23, 18-22, 21-19                            |                      |                                                                                    |                                                                                                |  |  |
|                   | Estadísticas Chaz Crawford 30 Chaz Crawford 11 Emiliano Basabe 4 | Reporte Pts Reb Asts | Estadísticas 27 Shaquille Johnson 11 Nicolás De Los Santos 6 Nicolás De Los Santos | Pabellón: El Fortín de las Morochas Árbitros: * Daniel Rodrigo * Javier Mendoza * Jorge Chávez |  |  |
| Serie: 0 - 1      |                                                                  |                      |                                                                                    |                                                                                                |  |  |
|                   |                                                                  |                      |                                                                                    |                                                                                                |  |  |

| 24 de mayo, 21:00 | Argentino (J)                                                | 85–68        | Gimnasia (CR)                                                 | Junín |  |  |
|                   | Parciales: 21-22, 22-17, 20-19, 22-10                        |              |                                                               | |  |  |
|                   | Estadísticas Novar Gadson 21 Chaz Crawford 8 Luis Cequeira 8 | Pts Reb Asts | Estadísticas 20 Eloy Vargas 8 Eloy Vargas 3 Shaquille Johnson | Pabellón: El Fortín de las Morochas Árbitros: * Juan Fernández * Rodrigo Castillo * Leonardo Zalazar Televisión: http://www.fibalivestats.com/u/ADC/612290/ |  |  |
| Serie: 1 - 1      |                                                              |              |                                                               | |  |  |
|                   |                                                              |              |                                                               | |  |  |

| 27 de mayo, 21:30 | Gimnasia (CR)                                                               | 68–67                | Argentino (J)                                                       | Comodoro Rivadavia                                                                                  |  |  |
|                   | Parciales: 10-14, 17-16, 28-23, 13-14                                       |                      |                                                                     | |  |  |
|                   | Estadísticas Juan Manuel Rivero 20 Juan Manuel Rivero 7 Shaquille Johnson 6 | Reporte Pts Reb Asts | Estadísticas 16 Crawford y Basabe 14 Chaz Crawford 4 Lucas Cequeira | Pabellón: Estadio Socios Fundadores Árbitros: * Alejandro Chiti * Julio Dinamarca * Leandro Lezcano |  |  |
| Serie: 2 - 1      |                                                                             |                      |                                                                     | |  |  |
|                   |                                                                             |                      |                                                                     | |  |  |

| 29 de mayo, 21:30 | Gimnasia (CR)                                                                           | 96–73                | Argentino (J)                                                | Comodoro Rivadavia                                                                         |  |  |
|                   | Parciales: 28-12, 23-16, 24-11, 21-24                                                   |                      |                                                              |                                                                                            |  |  |
|                   | Estadísticas Shaquille Johsnon 23 Diego Romero 8 Diego Romero y Nicolás De Los Santos 4 | Reporte Pts Reb Asts | Estadísticas 20 Chaz Crawford 9 Chaz Crawford 4 Novar Gadson | Pabellón: Estadio Socios Fundadores Árbitros: * Diego Rougier * Fabricio Vito * Pedro Hoyo |  |  |
| Serie: 3 - 1      |                                                                                         |                      |                                                              |                                                                                            |  |  |
|                   |                                                                                         |                      |                                                              |                                                                                            |  |  |

### Semifinales de conferencia

#### Conferencia norte
San Martín (Corrientes) - Ciclista Olímpico
| 3 de junio, 21:30 | San Martín (C)                                                          | 76–81                | Ciclista Olímpico                                                    | Corrientes                                                                                            |  |  |
|                   | Parciales: 19-20, 19-22, 19-19, 19-20                                   |                      |                                                                      | |  |  |
|                   | Estadísticas Juan Pablo Cantero 16 Leo Mainoldi 5 Juan Pablo Cantero 11 | Reporte Pts Reb Asts | Estadísticas 16 Diego Guaita 11 Justin Williams 9 Maximiliano Stanic | Pabellón: Estadio Raúl Argentino Ortíz Árbitros: * Juan Fernández * Rodrigo Castillo * Javier Mendoza |  |  |
| Serie: 0 - 1      |                                                                         |                      |                                                                      | |  |  |
|                   |                                                                         |                      |                                                                      | |  |  |

| 5 de junio, 21:30 | San Martín (C)                                                               | 86–73                | Ciclista Olímpico                                                          | Corrientes                                                                                      |  |  |
|                   | Parciales: 28-9, 29-14, 15-26, 14-24                                         |                      |                                                                            |                                                                                                 |  |  |
|                   | Estadísticas Jeremiah Wood 26 Mainoldi, Tontorelli y Wood 4 Matías Lescano 7 | Reporte Pts Reb Asts | Estadísticas 12 Federico Van Lacke 10 Justin Williams 5 Stanic y Van Lacke | Pabellón: Estadio Raúl Argentino Ortíz Árbitros: * Alejandro Chiti * Diego Rougier * Pedro Hoyo |  |  |
| Serie: 1 - 1      |                                                                              |                      |                                                                            |                                                                                                 |  |  |
|                   |                                                                              |                      |                                                                            |                                                                                                 |  |  |

| 8 de junio, 22:00 | Ciclista Olímpico                                                         | 68–84                | San Martín (C)                                                | La Banda                                                                                           |  |  |
|                   | Parciales: 11-15, 20-19, 24-27, 13-23                                     |                      |                                                               | |  |  |
|                   | Estadísticas Maximiliano Stanic 19 Justin Williams 9 Maximiliano Stanic 8 | Reporte Pts Reb Asts | Estadísticas 24 Jeremiah Wood 7 Leo Mainoldi 4 Cantero y Wood | Pabellón: Estadio Vicente Rosales Árbitros: * Fabricio Vito * Fernando Sampietro * Sergio Tarifeño |  |  |
| Serie: 1 - 2      |                                                                           |                      |                                                               | |  |  |
|                   |                                                                           |                      |                                                               | |  |  |

| 10 de junio, 22:00 | Ciclista Olímpico                                                       | 74–83                | San Martín (C)                                                                | La Banda                                                                                     |  |  |
|                    | Parciales: 22-22, 13-19, 21-25, 18-17                                   |                      |                                                                               |                                                                                              |  |  |
|                    | Estadísticas David Nesbitt 26 Nesbitt y Williams 8 Maximiliano Stanic 8 | Reporte Pts Reb Asts | Estadísticas 25 Lucas Faggiano 10 Federico Aguerre 4 Faggiano, Cantero y Wood | Pabellón: Estadio Vicente Rosales Árbitros: * Pablo Estévez * Oscar Brítez * Leandro Lezcano |  |  |
| Serie: 1 - 3       |                                                                         |                      |                                                                               |                                                                                              |  |  |
|                    |                                                                         |                      |                                                                               |                                                                                              |  |  |

Estudiantes Concordia - Regatas Corrientes
| 4 de junio, 21:00 | Estudiantes (C)                                                     | 96–74                | Regatas Corrientes                                                 | Concordia                                                                            |  |  |
|                   | Parciales: 20-24, 23-18, 22-12, 31-20                               |                      |                                                                    |                                                                                      |  |  |
|                   | Estadísticas Dar Tucker 35 Javier Justiz Ferrer 9 Leandro Vildoza 5 | Reporte Pts Reb Asts | Estadísticas 27 Paolo Quinteros 11 Pablo Espinoza 4 Santiago Vidal | Pabellón: El Gigante Verde Árbitros: * Juan Fernández * Sergio Tarifeño * Mario Aluz |  |  |
| Serie: 1 - 0      |                                                                     |                      |                                                                    |                                                                                      |  |  |
|                   |                                                                     |                      |                                                                    |                                                                                      |  |  |

| 6 de junio, 21:30 | Estudiantes (C)                                                        | 86–89                | Regatas Corrientes                                             | Concordia                                                                              |  |  |
|                   | Parciales: 12-21, 20-16, 23-18, 16-16 (T.E.: 15-18)                    |                      |                                                                |                                                                                        |  |  |
|                   | Estadísticas Dar Tucker 21 Javier Justiz Ferrer 12 Sebastián Orresta 5 | Reporte Pts Reb Asts | Estadísticas 26 Donald Sims 10 Pablo Espinoza 4 Pablo Espinoza | Pabellón: El Gigante Verde Árbitros: * Pablo Estévez * Diego Rougier * Leandro Lezcano |  |  |
| Serie: 1 - 1      |                                                                        |                      |                                                                |                                                                                        |  |  |
|                   |                                                                        |                      |                                                                |                                                                                        |  |  |

| 9 de junio, 21:00 | Regatas Corrientes                                             | 71–68                | Estudiantes (C)                                                       | Corrientes |  |  |
|                   | Parciales: 12-16, 22-12, 15-25, 22-15                          |                      |                                                                       | |  |  |
|                   | Estadísticas Paolo Quinteros 25 Pablo Espinoza 7 Donald Sims 4 | Reporte Pts Reb Asts | Estadísticas 21 Dar Tucker 5 Javier Justiz Ferrer 5 Sebastián Orresta | Pabellón: Estadio José Jorge Contte Árbitros: * Daniel Rodrigo * Roberto Smith * Pedro Hoyo Televisión: DirecTV Sports |  |  |
| Serie: 2 - 1      |                                                                |                      |                                                                       | |  |  |
|                   |                                                                |                      |                                                                       | |  |  |

| 11 de junio, 21:30 | Regatas Corrientes                                                              | 76–71                | Estudiantes (C)                                                                              | Corrientes                                                                                         |  |  |
|                    | Parciales: 12-11, 19-14, 27-15, 18-31                                           |                      |                                                                                              | |  |  |
|                    | Estadísticas Donald Sims 18 Chevon Troutman 9 Santiago Vidal y Pablo Espinoza 4 | Reporte Pts Reb Asts | Estadísticas 16 Jonathan Slider 12 Javier Justiz Ferrer 3 Sebastián Orresta y Federico Marín | Pabellón: Estadio José Jorge Contte Árbitros: * Alejandro Chiti * Fabricio Vito * Rodrigo Castillo |  |  |
| Serie: 3 - 1       |                                                                                 |                      |                                                                                              | |  |  |
|                    |                                                                                 |                      |                                                                                              | |  |  |

#### Conferencia sur
San Lorenzo (Buenos Aires) - Gimnasia y Esgrima (Comodoro Rivadavia)
| 3 de junio, 22:00 | San Lorenzo (BA)                                                          | 89–72                | Gimnasia (CR)                                                   | Buenos Aires |  |  |
|                   | Parciales: 26-9, 17-17, 32-19, 14-27                                      |                      |                                                                 | |  |  |
|                   | Estadísticas Gabriel Deck 21 Marcos Mata 8 Pérez Kauffman, Mata y Scala 4 | Reporte Pts Reb Asts | Estadísticas 16 Eloy Vargas 6 Federico Haller 7 Jonatan Machuca | Pabellón: Polideportivo Roberto Pando Árbitros: * Fernando Sampietro * Mario Aluz * Leonardo Zalazar Televisión: DirecTV Sports |  |  |
| Serie: 1 - 0      |                                                                           |                      |                                                                 | |  |  |
|                   |                                                                           |                      |                                                                 | |  |  |

| 5 de junio, 21:00 | San Lorenzo (BA)                                             | 98–64                | Gimnasia (CR)                                                        | Buenos Aires                                                                                       |  |  |
|                   | Parciales: 26-10, 24-15, 20-21, 28-18                        |                      |                                                                      | |  |  |
|                   | Estadísticas Gabriel Deck 24 Marcos Mata 5 Nicolás Aguirre 9 | Reporte Pts Reb Asts | Estadísticas 14 Federico Haller 9 Federico Haller 2 Romero y Johnson | Pabellón: Polideportivo Roberto Pando Árbitros: * Daniel Rodrigo * Oscar Brítez * Rodrigo Castillo |  |  |
| Serie: 2 - 0      |                                                              |                      |                                                                      | |  |  |
|                   |                                                              |                      |                                                                      | |  |  |

| 8 de junio, 22:00 | Gimnasia (CR)                                                               | 82–93                | San Lorenzo (BA)                                                 | Comodoro Rivadavia |  |  |
|                   | Parciales: 27-20, 25-22, 18-28, 12-23                                       |                      |                                                                  | |  |  |
|                   | Estadísticas Shaquille Johnson 23 Federico Haller 6 Nicolás De Los Santos 7 | Reporte Pts Reb Asts | Estadísticas 24 Gabriel Deck 8 Mathías Calfani 4 Nicolás Aguirre | Pabellón: Estadio Socios Fundadores Árbitros: * Alejandro Chiti * Pablo Estévez * Javier Mendoza Televisión: TyC Sports |  |  |
| Serie: 0 - 3      |                                                                             |                      |                                                                  | |  |  |
|                   |                                                                             |                      |                                                                  | |  |  |

Ferro (Buenos Aires) - Quilmes
| 4 de junio, 20:00 | Ferro (BA)                                                        | 78–81                | Quilmes                                                    | Buenos Aires                                                                                  |  |  |
|                   | Parciales: 24-14, 22-15, 16-17, 8-24 (T.E.: 8-11)                 |                      |                                                            |                                                                                               |  |  |
|                   | Estadísticas Ignacio Alessio 21 Kevin Hernández 10 Franco Balbi 4 | Reporte Pts Reb Asts | Estadísticas 24 Luca Vildoza 12 Ivory Clark 7 Luca Vildoza | Pabellón: Estadio Héctor Etchart Árbitros: * Pablo Estévez * Roberto Smith * Leonardo Zalazar |  |  |
| Serie: 0 - 1      |                                                                   |                      |                                                            |                                                                                               |  |  |
|                   |                                                                   |                      |                                                            |                                                                                               |  |  |

| 6 de junio, 22:00 | Ferro (BA)                                                      | 78–76                | Quilmes                                                   | Buenos Aires |  |  |
|                   | Parciales: 11-18, 20-20, 25-14, 22-24                           |                      |                                                           | |  |  |
|                   | Estadísticas Ramón Clemente 18 Ramón Clemente 15 Franco Balbi 6 | Reporte Pts Reb Asts | Estadísticas 33 Eric Flor 12 Iván Basualdo 5 Luca Vildoza | Pabellón: Estadio Héctor Etchart Árbitros: * Fernando Sampietro * Fabricio Vito * Oscar Brítez Televisión: TyC Sports |  |  |
| Serie: 1 - 1      |                                                                 |                      |                                                           | |  |  |
|                   |                                                                 |                      |                                                           | |  |  |

| 9 de junio, 21:30 | Quilmes                                                    | 83–97                | Ferro (BA)                                                         | Mar del Plata                                                                                      |  |  |
|                   | Parciales: 22-27, 20-22, 22-15, 19-33                      |                      |                                                                    | |  |  |
|                   | Estadísticas Luca Vildoza 20 Ariel Eslava 5 Luca Vildoza 6 | Reporte Pts Reb Asts | Estadísticas 16 Jonathan Maldonado 8 Luciano Tantos 5 Franco Balbi | Pabellón: Polideportivo Islas Malvinas Árbitros: * Pablo Estévez * Juan Fernández * Javier Mendoza |  |  |
| Serie: 1 - 2      |                                                            |                      |                                                                    | |  |  |
|                   |                                                            |                      |                                                                    | |  |  |

| 11 de junio, 20:00 | Quilmes                                               | 100–91               | Ferro (BA)                                                            | Mar del Plata                                                                                       |  |  |
|                    | Parciales: 28-16, 25-23, 18-23, 29-29                 |                      |                                                                       | |  |  |
|                    | Estadísticas Eric Flor 41 Iván Basualdo 8 Eric Flor 7 | Reporte Pts Reb Asts | Estadísticas 22 Kevin Hernández 6 Clemente y Hernández 7 Franco Balbi | Pabellón: Polideportivo Islas Malvinas Árbitros: * Daniel Rodrigo * Roberto Smith * Sergio Tarifeño |  |  |
| Serie: 2 - 2       |                                                       |                      |                                                                       | |  |  |
|                    |                                                       |                      |                                                                       | |  |  |

| 14 de junio, 21:00 | Ferro (BA)                                                            | 107–113              | Quilmes                                                | Buenos Aires |  |  |
|                    | Parciales: 30-17, 10-17, 23-28, 18-19 (T.E.: 16-16, 10-16)            |                      |                                                        | |  |  |
|                    | Estadísticas Ignacio Alessio 31 Jonathan Maldonado 11 Franco Balbi 10 | Reporte Pts Reb Asts | Estadísticas 46 Eric Flor 11 Iván Basualdo 6 Eric Flor | Pabellón: Estadio Héctor Etchart Árbitros: * Pablo Estévez * Diego Rougier * Oscar Brítez Televisión: TyC Sports |  |  |
| Serie: 2 - 3       |                                                                       |                      |                                                        | |  |  |
|                    |                                                                       |                      |                                                        | |  |  |

### Finales de conferencia

#### Conferencia norte
San Martín (Corrientes) - Regatas Corrientes
| 19 de junio, 21:00 | San Martín (C)                                                          | 82–68                | Regatas Corrientes                                                | Corrientes |  |  |
|                    | Parciales: 27-24, 13-14, 20-13, 22-17                                   |                      |                                                                   | |  |  |
|                    | Estadísticas Juan Pablo Cantero 16 Jeremiah Wood 5 Juan Pablo Cantero 5 | Reporte Pts Reb Asts | Estadísticas 19 Donald Sims 10 Pablo Espinoza 4 Vidal y Quinteros | Pabellón: Estadio Raúl Argentino Ortíz Árbitros: * Juan Fernández * Diego Rougier * Leonardo Zalazar Televisión: TyC Sports |  |  |
| Serie: 1 - 0       |                                                                         |                      |                                                                   | |  |  |
|                    |                                                                         |                      |                                                                   | |  |  |

| 21 de junio, 21:00 | San Martín (C)                                                         | 54–68                | Regatas Corrientes                                             | Corrientes                                                                                         |  |  |
|                    | Parciales: 17-21, 12-16, 15-17, 10-14                                  |                      |                                                                | |  |  |
|                    | Estadísticas Federico Aguerre 14 Jeremiah Wood 11 Juan Pablo Cantero 4 | Reporte Pts Reb Asts | Estadísticas 24 Donald Sims 16 Pablo Espinoza 6 Santiago Vidal | Pabellón: Estadio Raúl Argentino Ortíz Árbitros: * Pablo Estévez * Fabricio Vito * Sergio Tarifeño |  |  |
| Serie: 1 - 1       |                                                                        |                      |                                                                | |  |  |
|                    |                                                                        |                      |                                                                | |  |  |

| 24 de junio, 21:00 | Regatas Corrientes                                             | 76–66                | San Martín (C)                                                               | Corrientes                                                                                      |  |  |
|                    | Parciales: 14-22, 19-14, 26-20, 15-10                          |                      |                                                                              |                                                                                                 |  |  |
|                    | Estadísticas Donald Sims 17 Pablo Espinoza 14 Santiago Vidal 7 | Reporte Pts Reb Asts | Estadísticas 17 García Zamora y Faggiano 6 Federico Aguerre 5 Lucas Faggiano | Pabellón: Estadio José Jorge Contte Árbitros: * Alejandro Chiti * Juan Fernández * Oscar Brítez |  |  |
| Serie: 2 - 1       |                                                                |                      |                                                                              |                                                                                                 |  |  |
|                    |                                                                |                      |                                                                              |                                                                                                 |  |  |

| 26 de junio, 21:00 | Regatas Corrientes                                               | 85–80                | San Martín (C)                                                                         | Corrientes                                                                                             |  |  |
|                    | Parciales: 14-24, 23-13, 18-27, 19-10 (T.E.: 11-6)               |                      |                                                                                        | |  |  |
|                    | Estadísticas Donald Sims 23 Espinoza y Troutman 8 Vidal y Sims 7 | Reporte Pts Reb Asts | Estadísticas 21 García Zamora, Cantero y Aguerre 7 Aguerre y Wood 7 Juan Pablo Cantero | Pabellón: Estadio José Jorge Contte Árbitros: * Daniel Rodrigo * Fernando Sampietro * Leonardo Zalazar |  |  |
| Serie: 3 - 1       |                                                                  |                      |                                                                                        | |  |  |
|                    |                                                                  |                      |                                                                                        | |  |  |

#### Conferencia sur
San Lorenzo (Buenos Aires) - Quilmes
| 19 de junio, 21:00 | San Lorenzo (BA)                                               | 78–65                | Quilmes                                                                 | Buenos Aires                                                                                 |  |  |
|                    | Parciales: 19-19, 23-15, 18-16, 18-15                          |                      |                                                                         |                                                                                              |  |  |
|                    | Estadísticas Gabriel Deck 16 Matías Sandes 8 Aguirre y Scala 2 | Reporte Pts Reb Asts | Estadísticas 20 Luca Vildoza 6 Clark, Basualdo y Vildoza 4 Luca Vildoza | Pabellón: Polideportivo Roberto Pando Árbitros: * Fabricio Vito * Roberto Smith * Mario Aluz |  |  |
| Serie: 1 - 0       |                                                                |                      |                                                                         |                                                                                              |  |  |
|                    |                                                                |                      |                                                                         |                                                                                              |  |  |

| 21 de junio, 20:00 | San Lorenzo (BA)                                                    | 78–55                | Quilmes                                                  | Buenos Aires |  |  |
|                    | Parciales: 19-14, 21-1, 19-22, 19-18                                |                      |                                                          | |  |  |
|                    | Estadísticas Mathías Calfani 16 Jerome Meyinsse 8 Nicolás Aguirre 4 | Reporte Pts Reb Asts | Estadísticas 21 Eric Flor 8 Iván Basualdo 4 Luca Vildoza | Pabellón: Polideportivo Roberto Pando Árbitros: * Daniel Rodrigo * Fernando Sampietro * Leonardo Zalazar Televisión: TyC Sports |  |  |
| Serie: 2 - 0       |                                                                     |                      |                                                          | |  |  |
|                    |                                                                     |                      |                                                          | |  |  |

| 27 de junio, 22:00 | Quilmes                                                   | 80–89                | San Lorenzo (BA)                                                     | Mar del Plata |  |  |
|                    | Parciales: 14-16, 22-27, 19-20, 25-26                     |                      |                                                                      | |  |  |
|                    | Estadísticas Luca Vildoza 23 Iván Basualdo 13 Eric Flor 5 | Reporte Pts Reb Asts | Estadísticas 19 Nicolás Aguirre 9 Sandes y Aguirre 5 Nicolás Aguirre | Pabellón: Polideportivo Islas Malvinas Árbitros: * Juan Fernández * Diego Rougier * Oscar Brítez Televisión: TyC Sports |  |  |
| Serie: 0 - 3       |                                                           |                      |                                                                      | |  |  |
|                    |                                                           |                      |                                                                      | |  |  |

### Final nacional
San Lorenzo (Buenos Aires) - Regatas Corrientes
| 4 de julio, 22:00 | San Lorenzo (BA)                                                                   | 88–62                | Regatas Corrientes                                                  | Buenos Aires |  |  |
|                   | Parciales: 24-16, 24-12, 18-12, 22-22                                              |                      |                                                                     | |  |  |
|                   | Estadísticas Gabriel Deck 16 Mathías Calfani 9 Mathías Calfani y Nicolás Aguirre 4 | Reporte Pts Reb Asts | Estadísticas 19 Chevon Troutman 8 Fernando Martina 6 Santiago Vidal | Pabellón: Polideportivo Roberto Pando Árbitros: * Alejandro Chiti * Juan Fernández * Diego Rougier Televisión: TyC Sports |  |  |
| Serie: 1 - 0      |                                                                                    |                      |                                                                     | |  |  |
|                   |                                                                                    |                      |                                                                     | |  |  |

| 6 de julio, 20:00 | San Lorenzo (BA)                                                | 103–76               | Regatas Corrientes                                            | Buenos Aires |  |  |
|                   | Parciales: 36-19, 21-15, 25-22, 21-20                           |                      |                                                               | |  |  |
|                   | Estadísticas Gabriel Deck 27 Mata y Calfani 8 Nicolás Aguirre 6 | Reporte Pts Reb Asts | Estadísticas 22 Juan Arengo 6 Pablo Espinoza 8 Santiago Vidal | Pabellón: Polideportivo Roberto Pando Árbitros: * Pablo Estévez * Fabricio Vito * Leonardo Zalazar Televisión: TyC Sports |  |  |
| Serie: 2 - 0      |                                                                 |                      |                                                               | |  |  |
|                   |                                                                 |                      |                                                               | |  |  |

| 10 de julio, 22:00 | Regatas Corrientes                                                      | 78–62                | San Lorenzo (BA)                                               | Corrientes |  |  |
|                    | Parciales: 29-24, 18-10, 12-15, 19-13                                   |                      |                                                                | |  |  |
|                    | Estadísticas Troutman y Quinteros 15 Pablo Espinoza 16 Pablo Espinoza 4 | Reporte Pts Reb Asts | Estadísticas 22 Gabriel Deck 7 Matías Sandes 8 Nicolás Aguirre | Pabellón: Estadio José Jorge Contte Árbitros: * Daniel Rodrigo * Fernando Sampietro * Oscar Brítez Televisión: TyC Sports |  |  |
| Serie: 1 - 2       |                                                                         |                      |                                                                | |  |  |
|                    |                                                                         |                      |                                                                | |  |  |

| 12 de julio, 22:00 | Regatas Corrientes                                          | 58–79                | San Lorenzo (BA)                                                | Corrientes |  |  |
|                    | Parciales: 8-24, 16-12, 17-18, 17-25                        |                      |                                                                 | |  |  |
|                    | Estadísticas Donald Sims 18 Pablo Espinoza 11 Donald Sims 4 | Reporte Pts Reb Asts | Estadísticas 16 Gabriel Deck 8 Mata y Calfani 9 Nicolás Aguirre | Pabellón: Estadio José Jorge Contte Árbitros: * Alejandro Chiti * Pablo Estévez * Juan Fernández Televisión: TyC Sports |  |  |
| Serie: 1 - 3       |                                                             |                      |                                                                 | |  |  |
|                    |                                                             |                      |                                                                 | |  |  |

| 15 de julio, 20:00 | San Lorenzo (BA)                                              | 94–59                | Regatas Corrientes                                                      | Buenos Aires |  |  |
|                    | Parciales: 25-18, 18-11, 26-18, 25-12                         |                      |                                                                         | |  |  |
|                    | Estadísticas Gabriel Deck 18 Gabriel Deck 12 Aguirre y Deck 5 | Reporte Pts Reb Asts | Estadísticas 15 Donald Sims 11 Pablo Espinoza 4 Vidal y Ramírez Barrios | Pabellón: Polideportivo Roberto Pando Árbitros: * Daniel Rodrigo * Fabricio Vito * Fernando Sampietro Televisión: TyC Sports |  |  |
| Serie: 4 - 1       |                                                               |                      |                                                                         | |  |  |
|                    |                                                               |                      |                                                                         | |  |  |

## Posiciones finales
| Posiciones finales. | Posiciones finales.     | Posiciones finales. | Posiciones finales. | Posiciones finales. | Posiciones finales. | Posiciones finales. | Posiciones finales. | Posiciones finales. | Posiciones finales. |
| Equipo              | Equipo                  | Pts                 | Prom                | PJ                  | PG                  | PP                  | TF                  | TC                  | Dif                 |
| ------------------- | ----------------------- | ------------------- | ------------------- | ------------------- | ------------------- | ------------------- | ------------------- | ------------------- | ------------------- |
| 1.º                 | San Lorenzo (BA) (C)    | 117                 | 74,6                | 67                  | 50                  | 17                  | 5631                | 4859                | 772                 |
| 2.º                 | Regatas Corrientes      | 117                 | 60,3                | 73                  | 44                  | 29                  | 6143                | 6031                | 112                 |
| 3.º                 | San Martín (Corrientes) | 108                 | 68,6                | 64                  | 44                  | 20                  | 5199                | 4798                | 401                 |
| 4.º                 | Quilmes                 | 101                 | 46,4                | 69                  | 32                  | 37                  | 5507                | 5626                | –119                |
| 5.º                 | Estudiantes Concordia   | 99                  | 63,9                | 61                  | 39                  | 21                  | 4847                | 4590                | 257                 |
| 6.º                 | Ferro Carril Oeste (BA) | 97                  | 59,0                | 61                  | 36                  | 25                  | 4836                | 4794                | 42                  |
| 7.º                 | Ciclista Olímpico       | 100                 | 56,3                | 64                  | 36                  | 28                  | 5144                | 4964                | 180                 |
| 8.º                 | Gimnasia y Esgrima (CR) | 94                  | 50,8                | 63                  | 31                  | 32                  | 5099                | 5104                | –5                  |
| 9.º                 | Bahía Basket            | 94                  | 54,1                | 61                  | 33                  | 28                  | 4795                | 4763                | 32                  |
| 10.º                | Instituto               | 92                  | 53,4                | 60                  | 32                  | 28                  | 4937                | 4955                | –18                 |
| 11.º                | Libertad                | 90                  | 50,0                | 60                  | 30                  | 30                  | 4813                | 4716                | 97                  |
| 12.º                | Argentino (Junín)       | 90                  | 50,0                | 60                  | 30                  | 30                  | 4475                | 4566                | –91                 |
| 13.º                | Obras Basket            | 82                  | 46,4                | 56                  | 26                  | 30                  | 4619                | 4557                | 62                  |
| 14.º                | Quimsa                  | 82                  | 46,4                | 56                  | 26                  | 30                  | 4596                | 4546                | 50                  |
| 15.º                | Peñarol                 | 80                  | 42,9                | 56                  | 24                  | 32                  | 4177                | 4347                | –170                |
| 16.º                | Atenas                  | 79                  | 41,1                | 56                  | 23                  | 33                  | 4617                | 4714                | –97                 |
| 17.º                | Hispano Americano       | 78                  | 39,3                | 56                  | 22                  | 34                  | 4443                | 4625                | –182                |
| 18.º                | La Unión de Formosa     | 78                  | 39,3                | 56                  | 22                  | 34                  | 4270                | 4506                | –236                |
| 19.º                | Boca Juniors            | 81                  | 32,8                | 61                  | 20                  | 41                  | 4787                | 5070                | –283                |
| 20.º                | Echagüe                 | 71                  | 16,4                | 61                  | 10                  | 51                  | 4674                | 5466                | –792                |

| (C): | Campeón                                             |
|      | Clasificados a la Liga de las Américas 2017.        |
|      | Clasificados a la Liga Sudamericana de Clubes 2016. |
|      | Equipo descendido de categoría.                     |

## Clasificación a competencias internacionales

### Liga de las Américas
| Regatas Corrientes Campeón conferencia Norte | San Lorenzo (Buenos Aires) Campeón conferencia Sur Campeón del Torneo Super 4. |

### Liga Sudamericana de Clubes
| San Martín (Corrientes) Subcampeón conferencia Norte | Quilmes Subcampeón conferencia Sur | Estudiantes Concordia Mejor tercero. |

## Estadísticas individuales
Estadísticas ordenadas por promedio.
| Al final de la fase regular. (14 de mayo) Mayor eficiencia Dar Tucker (Estudiantes (C)) (54 PJ, 1267 pts, 23,5 %) Justin Williams (Ciclista Olímpico) (56 PJ, 1194 pts, 21,3 %) Fotios Lampropoulos (Boca Juniors) (54 PJ, 1126 pts, 20,9 %) Anthony Johnson (Bahía Basket) (53 PJ, 1066 pts, 20,1 %) Gelvis Solano (Echagüe) (36 PJ, 1066 pts, 20,1 %) Más puntos Dar Tucker (Estudiantes (C)) (54 PJ, 1167 pts, 21,6 %) Rodney Green (Instituto) (55 PJ, 1104 pts, 20,1 %) Gelvis Solano (Echagüe) (36 PJ, 713 pts, 19,8 %) Donald Sims (Regatas (C)) (56 PJ, 1019 pts, 18,2 %) Paolo Quinteros (Regatas (C)) (55 PJ, 996 pts, 18,1 %) Más rebotes Justin Williams (Ciclista Olímpico) (56 PJ; 673 RT; 455 RD; 218 RO; 8,1 %RD; 3,9 %RO) Chaz Crawford (Argentino (J)) (55 PJ; 561 RT; 351 RD; 210 RO; 6,4 %RD; 3,8 %RO) Sam Clancy, Jr. (Instituto) (54 PJ; 533 RT; 370 RD; 163 RO; 6,9 %RD; 3,0 %RO) Anthony Johnson (Bahía Basket) (53 PJ; 490 RT; 306 RD; 184 RO; 5,8 %RD; 3,5 %RO) Fotios Lampropoulos (Boca Juniors) (54 PJ; 487 RT; 350 RD; 137 RO; 6,5 %RD; 2,5 %RO) Más asistencias Maximiliano Stanic (Ciclista Olímpico) (54 PJ; 344 as; 6,4 %as) Franco Balbi (Ferro (BA)) (56 PJ; 343 as; 6,1 %as) Nicolás Aguirre (San Lorenzo (BA)) (36 PJ; 204 as; 5,7 %as) Pedro Barral (Obras Basket) (54 PJ; 300 as; 5,6 %as) Alejandro Konsztadt (La Unión de Formosa) (56 PJ; 304 as; 5,4 %as) Más robos Reynaldo García Zamora (San Martín (C)) (49 PJ; 101 rob; 2,1 %rob) Gelvis Solano (Echagüe) (36 PJ; 72 rob; 2,0 %rob) Iván Basualdo (Quilmes) (56 PJ; 103 rob; 1,8 %rob) Nicolás De Los Santos (Gimnasia (CR)) (55 PJ; 95 rob; 1,7 %rob) Luca Vildoza (Quilmes) (54 PJ; 92 rob; 1,7 %rob) Más tapas/bloqueos Justin Williams (Ciclista Olímpico) (56 PJ; 177 to; 3,2 %to) Javier Justiz Ferrer (Estudiantes (C)) (54 PJ; 117 to; 2,2 %to) Chaz Crawford (Argentino (J)) (55 PJ; 82 to; 1,5 %to) Jordan Smith Richard (Obras Basket) (32 PJ; 47 to; 1,7 %to) Robert Battle (Quimsa) (37 PJ; 50 to; 1,4 %to) | Al final del torneo. Mayor eficiencia Dar Tucker (Estudiantes (C)) (58 PJ, 1345 pts, 23,2 %) Justin Williams (Ciclista Olímpico) (64 PJ, 1318 pts, 20,6 %) Anthony Johnson (Bahía Basket) (58 PJ, 1174 pts, 20,2 %) Fotios Lampropoulos (Boca Juniors) (57 PJ, 1153 pts, 20,2 %) Jeremiah Wood (San Martín (C)) (55 PJ, 1069 pts, 19,4 %) Más puntos Dar Tucker (Estudiantes (C)) (58 PJ, 1257 pts, 21,7 %) Rodney Green (Instituto) (59 PJ, 1172 pts, 19,9 %) Gelvis Solano (Echagüe) (41 PJ, 780 pts, 19,0 %) Donald Sims (Regatas (C)) (71 PJ, 1318 pts, 18,6 %) Paolo Quinteros (Regatas (C)) (67 PJ, 1214 pts, 18,1 %) Más rebotes Justin Williams (Ciclista Olímpico) (64 PJ; 744 RT; 504 RD; 240 RO; 7,9 %RD; 3,8 %RO) Chaz Crawford (Argentino (J)) (59 PJ; 603 RT; 377 RD; 226 RO; 6,4 %RD; 3,8 %RO) Sam Clancy, Jr. (Instituto) (58 PJ; 575 RT; 402 RD; 173 RO; 6,9 %RD; 3,0 %RO) Anthony Johnson (Bahía Basket) (58 PJ; 541 RT; 332 RD; 209 RO; 5,7 %RD; 3,6 %RO) Javier Justiz Ferrer (Estudiantes (C)) (58 PJ; 511 RT; 340 RD; 171 RO; 5,9 %RD; 2,9 %RO) Más asistencias Maximiliano Stanic (Ciclista Olímpico) (62 PJ; 399 as; 6,4 %as) Franco Balbi (Ferro (BA)) (61 PJ; 375 as; 6,1 %as) Nicolás Aguirre (San Lorenzo (BA)) (47 PJ; 262 as; 5,6 %as) Pedro Barral (Obras Basket) (54 PJ; 300 as; 5,6 %as) Alejandro Konsztadt (La Unión de Formosa) (56 PJ; 304 as; 5,4 %as) Más robos Gelvis Solano (Echagüe) (41 PJ; 80 rob; 2,0 %rob) Reynaldo García Zamora (San Martín (C)) (55 PJ; 107 rob; 1,9 %rob) Luca Vildoza (Quilmes) (67 PJ; 113 rob; 1,7 %rob) Iván Basualdo (Quilmes) (69 PJ; 115 rob; 1,7 %rob) Nicolás De Los Santos (Gimnasia (CR)) (63 PJ; 102 rob; 1,6 %rob) Más tapas/bloqueos Justin Williams (Ciclista Olímpico) (64 PJ; 192 to; 3,0 %to) Javier Justiz Ferrer (Estudiantes (C)) (58 PJ; 126 to; 2,2 %to) Jordan Smith Richard (Obras Basket) (32 PJ; 47 to; 1,7 %to) Chaz Crawford (Argentino (J)) (59 PJ; 84 to; 1,4 %to) Robert Battle (Quimsa) (37 PJ; 50 to; 1,4 %to) |

## Premios individuales
| - MVP de la temporada - Dar Tucker (Estudiantes Concordia) - MVP de las Finales de la LNB - Gabriel Deck (San Lorenzo (BA)) - Mejor árbitro - Fabricio Vito - Revelación/debutante - Mateo Chiarini (Atenas) - Jugador de Mayor Progreso - Eric Flor (Quilmes) - Mejor Sexto Hombre - José Vildoza (Libertad) - Mejor Entrenador - Hernán Laginestra (Estudiantes Concordia) | - Mejor jugador nacional - Gabriel Deck (San Lorenzo (BA)) - Mejor jugador extranjero - Dar Tucker (Estudiantes Concordia) - Mejor jugador U-23 - Gabriel Deck (San Lorenzo (BA)) - Mejor quinteto de la LNB - B Franco Balbi (Ferro (BA)) - E Dar Tucker (Estudiantes Concordia) - A Marcos Mata (San Lorenzo (BA)) - AP Gabriel Deck (San Lorenzo (BA)) - P Javier Justiz Ferrer (Estudiantes Concordia) |